# Alaska Airlines
Alaska Airlines è una delle principali compagnie aeree americane con sede a SeaTac, nello stato di Washington, nell'area metropolitana di Seattle. È la quinta compagnia aerea più grande del Nord America per numero di passeggeri trasportati, a partire dal 2024. Alaska Airlines, insieme ai suoi partner regionali Horizon Air e SkyWest Airlines, gestisce una rete di destinazioni principalmente incentrata sul collegamento di città lungo la costa occidentale degli Stati Uniti (incluse Alaska e Hawaii) verso oltre 100 destinazioni negli Stati Uniti, Bahamas, Belize, Canada, Costa Rica, Guatemala e Messico.
La compagnia opera da sei basi, con il suo hub principale presso l'Aeroporto Internazionale di Seattle-Tacoma. Alaska Airlines è membro di Oneworld, la terza più grande alleanza di compagnie aeree al mondo. Nel 2020, la compagnia è stata classificata da J. D. Power come la compagnia aerea con il più alto tasso di soddisfazione del cliente tra le compagnie aeree tradizionali per dodici anni consecutivi. Nel 2024, la società madre della compagnia aerea, Alaska Air Group, ha completato l'acquisizione di Hawaiian Airlines.

## Storia
I primi anni (1932-1945)
McGee Airways, compagnia aerea precorritrice di Alaska Airlines, fu fondata da "Linious McGee" e lanciò il suo primo volo di linea tra Anchorage e Bristol Bay. Il servizio non era programmato, con voli che decollavano quando i passeggeri, un carico di merci o la posta avevano bisogno di un volo.
Alaska Airlines ebbe difficoltà finanziarie durante la grande depressione. Troppe compagnie aeree operavano ad Anchorage in quel periodo, con una domanda insufficiente per sostenerle. Di conseguenza, la compagnia subì diversi cambiamenti. La prima di queste avvenne nel 1934, quando McGee vendette la compagnia aerea omonima per 50.000 dollari (equivalenti a 1.175.249 dollari nel 2025) a "Star Air Service", una compagnia aerea anch'essa con sede ad Anchorage. Ciò permise a McGee di entrare nel settore minerario. Con una flotta di 15 velivoli, la Star Air Service era una compagnia aerea dominante in Alaska, ma continuò ad avere difficoltà finanziarie a causa degli elevati costi di manutenzione dei suoi aerei.
Nel 1937, McGee riacquisì la compagnia aerea e aprì un negozio di liquori, subito dopo la compagnia iniziò a trasportare liquori verso le remote comunità dell'Alaska. In quell'anno Star Air Service acquistò l'Alaska Interior Airlines e fu costituita come Star Air Lines. Quest'ultima fu successivamente venduta a un gruppo di minatori.
Nel 1938, il congresso degli Stati Uniti creò il "Civil Aeronautics Board" (CAB), che assegnò alla compagnia aerea la maggior parte delle rotte in Alaska, ma la rotta più trafficata tra Seattle e Fairbanks fu assegnata a Pan American World Airways (Pan Am).
Nel 1941, Star Air Service fu acquistata da Raymond Marshall, un uomo d'affari di New York. Nel 1942, Star Air Service acquistò altre tre compagnie aeree in Alaska, tra cui Lavery Air Service, Mirow Air Service e Pollack Flying Service. Venne acquistarono anche un hangar all'Aeroporto Internazionale di Anchorage-Ted Stevens. Nel 1942, il nome della compagnia aerea fu cambiato in Alaska Star Airlines.
Quando gli Stati Uniti entrarono nella Seconda Guerra Mondiale nel dicembre del 1941, Alaska Airlines si trovò ad affrontare una carenza di piloti. Durante la guerra, la compagnia aerea non aveva fondi né equipaggiamento necessari e i piloti erano spesso costretti ad acquistare di tasca propria il carburante per i loro aerei. La compagnia, spesso oggetto di cause legali, cambiò anche diversi presidenti durante questo periodo. Nel 1943, Alaska Airlines acquistò il Lockheed L-18, il suo primo aereo multimotore. Nello stesso anno, le azioni della compagnia furono quotate per la prima volta all'American Stock Exchange.
Il nome Alaska Airlines fu adottato il 2 maggio 1944, dopo aver battuto di misura un concorrente che aveva fatto domanda per lo stesso nome. Negli anni '40, la sede centrale di Alaska Airlines era stabilita ad Anchorage.
L'espansione dopo la seconda guerra mondiale (1945-1949)

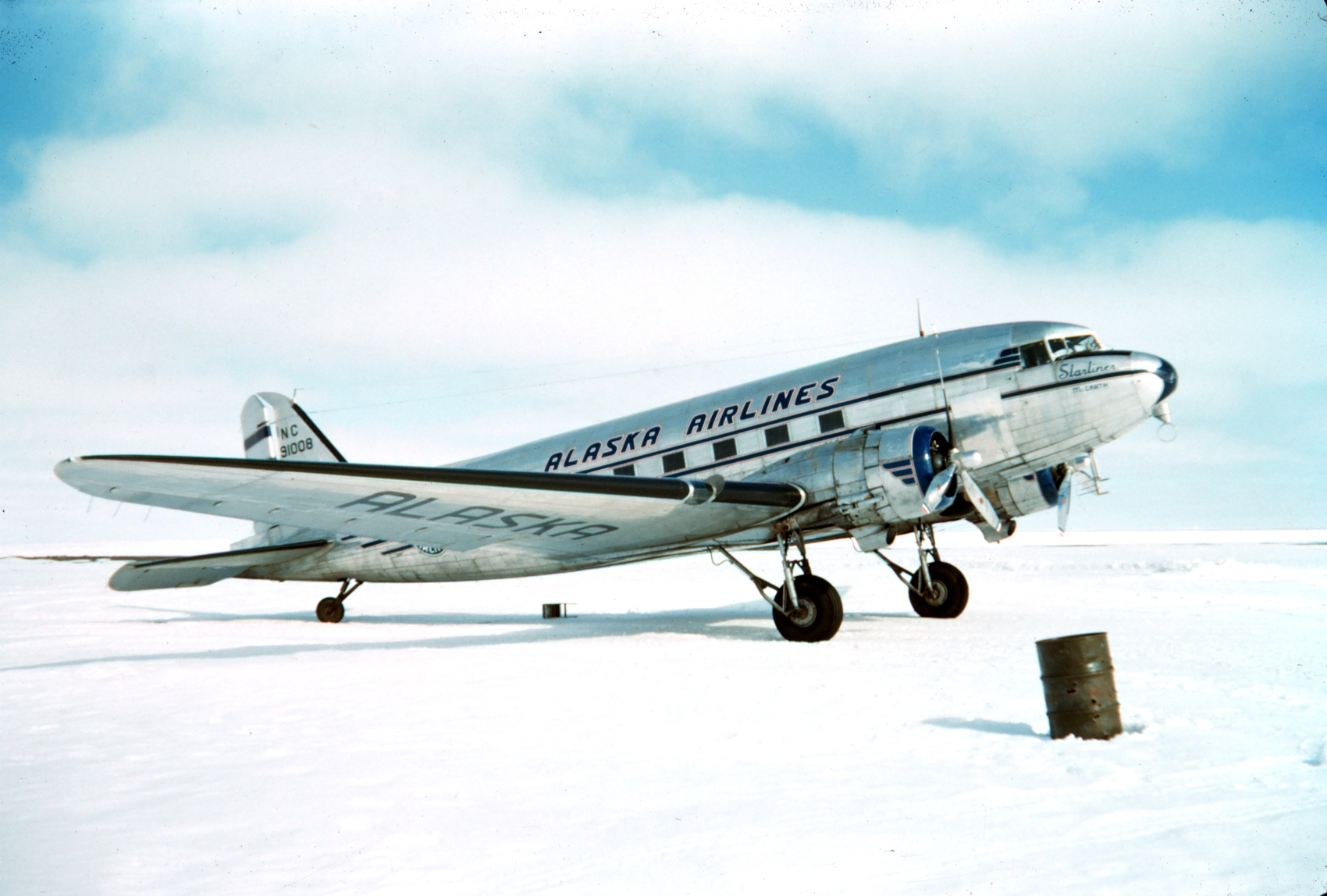
Un Douglas DC-3 di Alaska Airlines, uno degli aerei acquistati dalla compagnia dopo la seconda guerra mondiale.

Nel 1945, Alaska Airlines assunse i suoi primi assistenti di volo. Nel 1947, James Wooten divenne presidente della compagnia aerea e iniziò a impegnarsi per espandere l'azienda. Sotto la sua guida, la compagnia aerea acquistò molti aerei militari in eccedenza dal governo federale degli Stati Uniti che erano stati utilizzati durante la seconda guerra mondiale. La compagnia aerea acquistò dei Douglas DC-3, Douglas DC-4 e dei Curtiss C-46 Commando. Alaska Airlines fu la prima compagnia aerea certificata a operare i Douglas DC-3 sulla neve.
L'ampia attività di voli charter rese redditizia Alaska Airlines, che trasferì la sua base operativa a Paine Field, un aeroporto vicino Everett, nello stato di Washington. Mantenne comunque una filiale ad Anchorage. Nonostante il successo, l'attività di voli charter ebbe vita breve. Nel 1949, il CAB inasprì le sue normative e impose pesanti multe alla compagnia aerea, interrompendo completamente il servizio charter per violazioni della sicurezza, e il presidente James Wooten rassegnò le dimissioni. Sempre nel 1949, Alaska Airlines iniziò a operare cinque elicotteri Bell 47 per supportare l'esplorazione petrolifera sul North Slope dell'Alaska, diventando così la prima compagnia aerea in Alaska ad effettuare dei servizi elicotteristici.
Nel 1949, la compagnia aerea partecipò attivamente allo sforzo del neonato Stato di Israele per trasportare via aerea gli ebrei dallo Yemen verso Israele, in quella che divenne nota come "Operazione Tappeto Magico". Per il volo di quasi 3.000 miglia, reso necessario per evitare di sorvolare le nazioni arabe, furono utilizzati aerei Curtiss C-46 Commando o Douglas DC-4. Gli aerei volarono dall'Eritrea ad Aden, poi lungo il Golfo di Aqaba fino a Tel Aviv. Dopo aver sbarcato i passeggeri, i piloti proseguirono immediatamente verso Cipro, temendo di rimanere a terra a Tel Aviv per il rischio di essere bombardati. Circa 49.000 ebrei yemeniti furono trasportati via aerea da Alaska Airlines senza una singola perdita di vite umane.
Nuova leadership (anni '50)

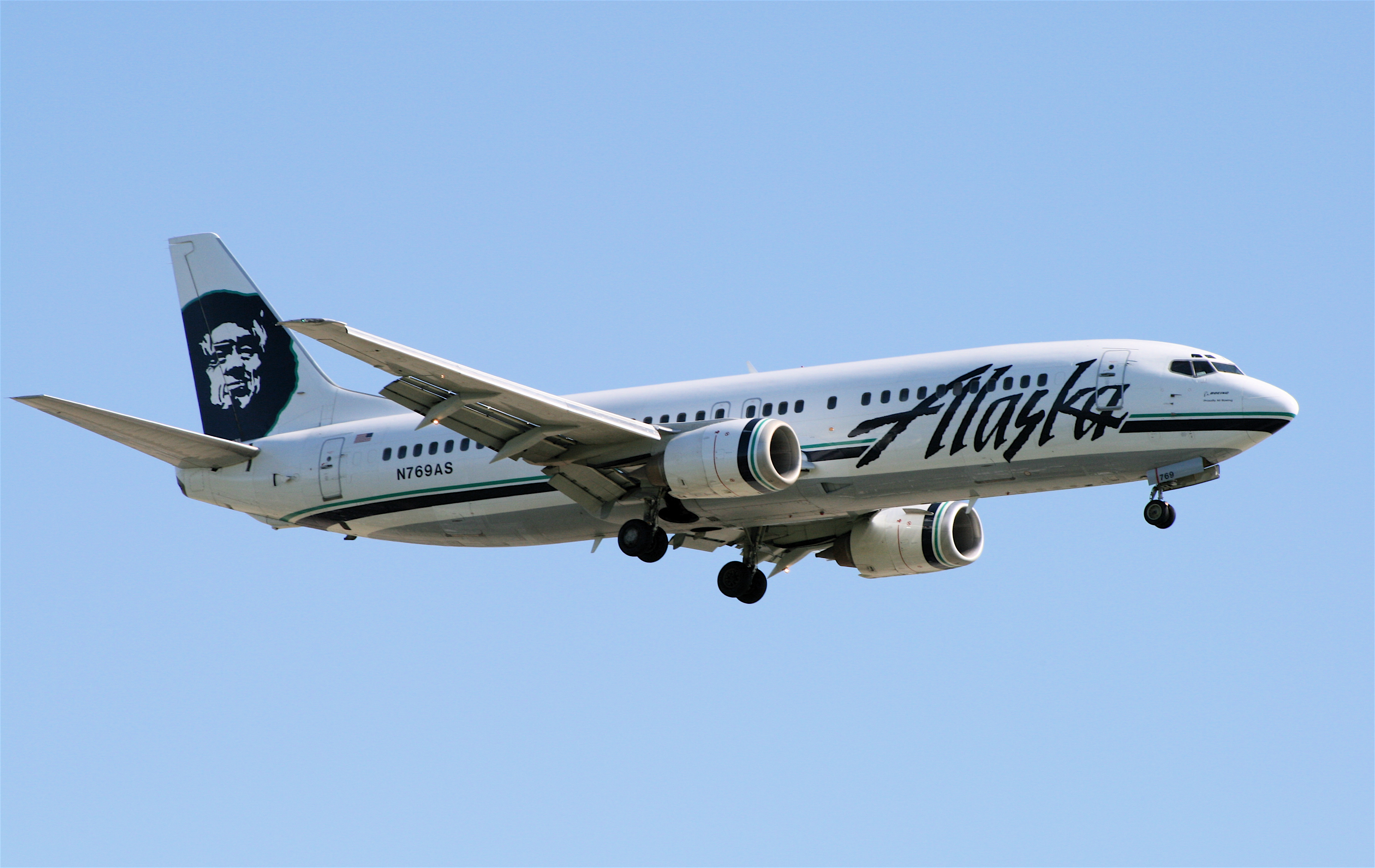
Un Boeing 737-400 di Alaska Airlines in atterraggio all'aeroporto internazionale di Vancouver.

Alaska Airlines iniziò gli anni '50 senza il suo business charter mondiale e limitando le operazioni allo stato dell'Alaska. Nel 1950, acquistò due compagnie aeree minori, Collins Air Service e Al Jones Airways.
Sebbene la compagnia aerea fosse cresciuta notevolmente sotto la proprietà di Raymond Marshall, il CAB lo costrinse ad abbandonarla nel 1951 a causa dei continui problemi finanziari. Marshall aveva posseduto Alaska Airlines con l'intento di ricavare denaro per sé e non era preoccupato per la stabilità a lungo termine della compagnia. Nel 1951, il CAB assegnò ad Alaska Airlines un certificato temporaneo che le consentiva di operare sulle rotte dalle città di Anchorage e Fairbanks a Seattle e Portland negli Stati Uniti contigui. Questo certificato divenne permanente nel 1957.
Nel 1952, il CAB nominò Nelson David presidente, il quale iniziò a migliorare la stabilità finanziaria della compagnia aerea. Nel 1957, con la compagnia in una situazione finanziaria migliore, David lasciò l'incarico e Charles Willis Jr. divenne il nuovo presidente e amministratore delegato dell'azienda. Pilota durante la Seconda Guerra Mondiale, Willis introdusse diverse strategie di marketing che distinsero la compagnia aerea dalle altre dell'epoca; in particolare, sotto la sua guida, Alaska Airlines divenne la prima a trasmettere dei film in volo. La compagnia iniziò il servizio con dei Douglas DC-6, il primo aereo pressurizzato della compagnia, che consentiva voli sopra le nuvole e le perturbazioni meteorologiche. Su questi Douglas DC-6, la compagnia aerea introdusse il servizio "Golden Nugget", che includeva un salone e un pianoforte a bordo.
L'era dei jet (anni '60)

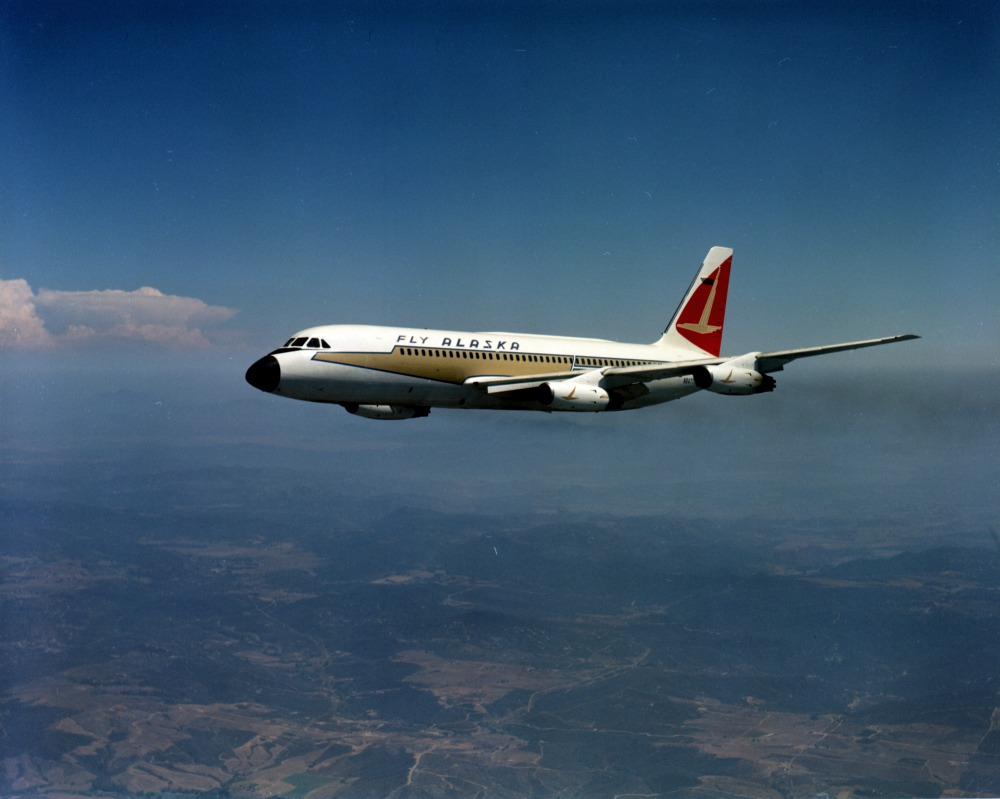
Il Convair 880 di Alaska Airlines.

Nel 1961, la concorrenza iniziò a introdurre dei nuovi jet sulle rotte operate da Alaska Airlines. Per contrastare questa concorrenza, Willis negoziò con il produttore di aeromobili Convair l'acquisto di un Convair 880, da utilizzare sulle rotte tra l'Alaska e gli Stati Uniti contigui. La compagnia introdusse il nuovo aereo nello stesso anno. Nel 1966 la compagnia ricevette i suoi primi Boeing 727-100. Il Convair 880 fu rimosso dalla flotta come condizione finanziaria da parte di Boeing per l'acquisto dei Boeing 727. Molti dei primi Boeing 727 di Alaska Airlines erano modelli della serie 100C, che potevano essere utilizzati come aerei cargo, in configurazione passeggeri o come aerei combinati passeggeri/merci.
Nella primavera del 1967, il notevole aumento del carico passeggeri richiese una rapida aggiunta di aerei alla flotta. Alaska Airlines acquistò un Convair 990, precedentemente operato dalla compagnia aerea brasiliana VARIG con registrazione PP-VJE, che poi N987AS sotto Alaska Airlines. Questo aereo rimase in servizio insieme a una flotta ampliata di Boeing 727-100. A questi si aggiunsero i Boeing 727-200 ulteriormente allungati, che divennero gli aerei simbolo di Alaska Airlines per i successivi 25 anni. Divenne la prima compagnia aerea a utilizzare il Lockheed L-100 Hercules in versione passeggeri.
La compagnia possedeva anche degli aerei a elica Lockheed Constellation, inclusi due Lockheed L-1649 Starliner dal 1962 al 1968 e altri tre L-1049 che furono utilizzati per le operazioni del "Military Air Transport Service". Venivano utilizzati anche aerei a elica e turboelica più piccoli, tra cui il Convair 240, il De Havilland Canada DHC-6 Twin Otter e l'aereo anfibio Consolidated PBY Catalina, nonché due versioni dell'aereo anfibio Grumman Goose, una con motori a pistoni e l'altro modello è una conversione a motori turboelica che la compagnia aerea chiamava "Turbo-Goose". Gli idrovolanti anfibi Catalina e Grumman si unirono alla flotta quando la compagnia aerea acquisì l'operatore locale del sud-est dell'Alaska chiamato "Alaska Coastal Airlines" nel 1968.

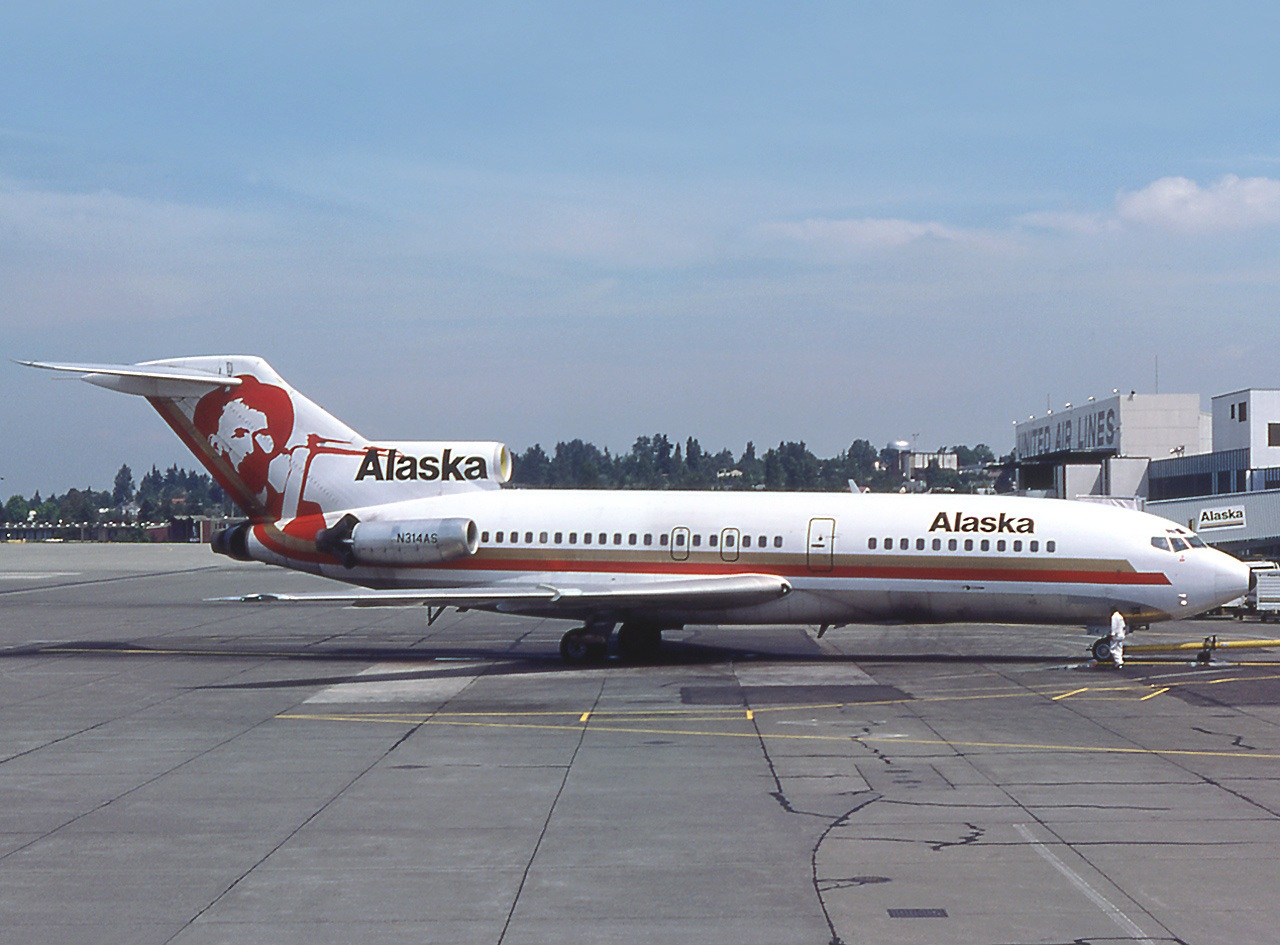
Un Boeing 727-100 di Alaska Airlines all'aeroporto internazionale di Seattle-Tacoma.

Durante questo periodo, Alaska Airlines dovette affrontare una dura concorrenza da parte di altre compagnie aeree, come Northwest Airlines, Pan Am e Pacific Northern Airlines, una compagnia aerea con sede in Alaska che operava con aerei di linea Boeing 707 che fu acquisita e fusa con Western Airlines nel 1967. Northwest e Pan Am in momenti diversi operarono aerei di linea a fusoliera larga Boeing 747 sui loro voli verso l'Alaska, con Northwest che volava da Seattle ad Anchorage senza scalo e Pan Am che volava da Seattle a Fairbanks senza scalo con il Boeing 747. Per distinguersi dalla concorrenza, Alaska Airlines si rivolse ad alcuni espedienti economici come far leggere le istruzioni di sicurezza in rima, organizzare sfilate di moda nei corridoi dell'aereo e avere giochi di bingo a bordo.
Nel dicembre 1962, Air Guinée firmò un contratto con Alaska Airlines, che avrebbe fornito la propria consulenza gestionale, oltre a due Douglas DC-4. L'accordo prevedeva un contratto di sette anni con Alaska Airlines. Il contratto si concluse dopo sei mesi, costringendo l'Agenzia degli Stati Uniti per lo Sviluppo Internazionale a saldare un debito di 700.000 dollari che la compagnia aerea guineana aveva nei confronti di Alaska Airlines.
Nel 1965, Alaska Airlines cedette alcune rotte tra piccole comunità dell'Alaska e alcuni velivoli più piccoli a Wien Air Alaska. Ciò permise alla compagnia di concentrarsi su rotte più trafficate e di vendere velivoli più piccoli.
Per tutti gli anni '60, Alaska Airlines si impegnò a promuovere il turismo in Alaska offrendo voli charter verso gli Stati Uniti continentali. Nel tentativo di aumentare l'attrattività dello stato, Alaska Airlines organizzò un tour promozionale in Giappone nel 1963. Nel 1967, in occasione delle celebrazioni del centenario dell'Alaska, Alaska Airlines introdusse un tema promozionale "Gay Nineties" con hostess vestite in abiti edoardiani. Quell'anno, Alaska Airlines si espanse nel sud-est dell'Alaska con l'introduzione del volo verso Sitka. Ciò portò all'acquisizione di altre due compagnie aeree minori, Alaska Coastal Airlines e Cordova Airlines, nel 1968.
Difficoltà economiche (anni '70)

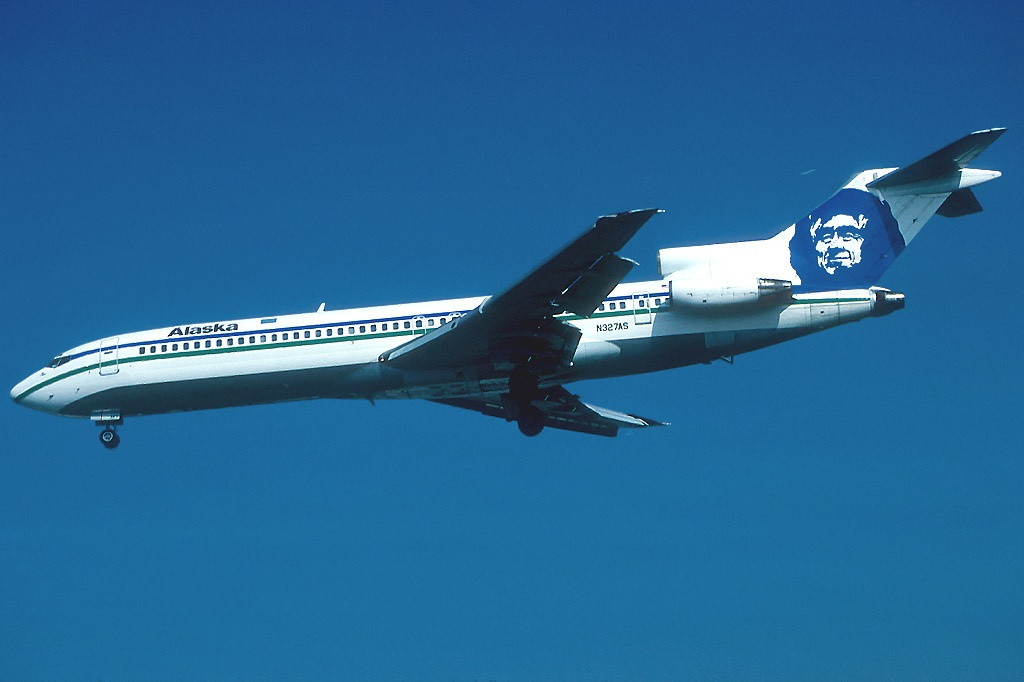
Un Boeing 727-200 in atterraggio all'aeroporto internazionale di Los Angeles, che mostra la nuova livrea e il nuovo logo introdotti all'inizio degli anni '70.

All'inizio degli anni '70, Alaska Airlines iniziò a operare voli charter con dei Boeing 707 verso la Siberia, in Unione Sovietica. Questo fu il risultato di tre anni di trattative segrete tra Alaska Airlines e le autorità sovietiche, durante le quali il Dipartimento di Stato americano scelse con riluttanza di non bloccare il piano per timore di una potenziale risposta negativa da parte dei sovietici. La compagnia aerea ottenne il permesso di effettuare i voli nel 1970, 1971 e 1972. Alaska Airlines operava anche aerei di linea Boeing 707 in servizi passeggeri di linea tra destinazioni in Alaska e Seattle durante l'inizio e la metà degli anni '70.
Come gran parte dell'industria aeronautica dell'epoca, Alaska Airlines fu colpita dall'aumento dei costi operativi del carburante e si trovò sull'orlo del fallimento. Inoltre, i ricavi subirono una significativa riduzione a causa del ritardo nei lavori del Trans-Alaska Pipeline System. Gli aerei cargo della compagnia aerea avevano svolto un ruolo chiave nella costruzione dell'oleodotto, ma erano inutilizzati. La compagnia aerea subì un altro colpo il 4 settembre 1971, quando un Boeing 727-100 si schiantò in fase di atterraggio a Juneau, uccidendo 111 persone e provocando il peggior incidente aereo singolo negli Stati Uniti fino a quel momento. Poiché la compagnia aerea era in difficoltà finanziarie, il consiglio di amministrazione di Alaska Airlines estromise il presidente e CEO Charles Willis. Gli succedette l'ex membro del consiglio Ronald Cosgrave.
La compagnia aerea aveva un debito di 22 milioni di dollari quando Cosgrave ne assunse il controllo, con conseguenti tagli significativi. Il settore cargo fu completamente abbandonato, così come molti voli e dipendenti. Cosgrave cercò anche di migliorare l'immagine offuscata della compagnia aerea, quella di "Elastic Airlines", riferendosi al suo pessimo rispetto degli orari. Il logo fu cambiato con l'immagine di un uomo Inuk sorridente, che è raffigurata ancora oggi. Sebbene l'identità esatta dell'uomo sia sconosciuta, alcuni ritengono che si tratti del volto di Chester Seveck, un pastore di renne di Kotzebue, o di Oliver Amouak, un uomo Inupiat. Entrambi erano nativi dell'Alaska. Grazie a questi sforzi, la compagnia aerea ottenne profitto nel 1973 e continuò a essere redditizia anche in seguito.
Espansione post-deregolazione (1978-1990)
Alaska Airlines fu una delle sole tre compagnie aeree statunitensi a sostenere l'Airline Deregulation Act del 1978, consapevole che avrebbe ottenuto una crescita significativa e altri benefici dalla deregolazione. Dopo la deregolazione, la divisione immobiliare della compagnia fu scorporata in una società a sé stante, con Cosgrave che ne divenne presidente. La leadership della compagnia aerea passò a Bruce Kennedy, uno stretto collaboratore di Cosgrave. Cosgrave si alleò con Alaska Airlines per acquistare la concorrente Wien Air Alaska. L'operazione fallì e comportò multe per Alaska Airlines e i suoi dirigenti per irregolarità durante il tentativo di acquisizione. Wien Air Alaska fu liquidata nel 1984 e non si fuse mai con Alaska Airlines.
Al momento della deregolazione, Alaska Airlines serviva dieci città in Alaska e una negli Stati Uniti contigui, la città di Seattle, e aveva solo dieci aerei nella sua flotta. Subito dopo la deregolamentazione, la compagnia aerea iniziò ad espandersi, aggiungendo le città di Portland e San Francisco alla sua rete. Poco dopo, la compagnia aerea riprese i servizi per le città di Nome e Kotzebue e introdusse un volo verso Palm Springs, in California. Burbank e Ontario furono aggiunte nel 1981. Nel 1979, Alaska studiò la possibilità di acquisire e fondersi con Hughes Air West, ma il piano non andò mai in porto. Nel 1985, la compagnia aerea aveva anche aperto nuove rotte verso Oakland e San Jose in California, Spokane a Washington, Boise in Idaho e Phoenix e Tucson in Arizona.
La deregolazione pose anche ulteriori sfide alla compagnia aerea. Alaska Airlines si trovò ad affrontare una maggiore concorrenza e un'inflazione che esercitarono un'enorme pressione su costi, profitti e salari. Nel 1979, i concorrenti Northwest Airlines e Western Airlines volavano entrambi con i McDonnell Douglas DC-10 a fusoliera larga sulla principale rotta non-stop Anchorage-Seattle. Ulteriore concorrenza proveniva da Wien Air Alaska, che aveva iniziato a operare voli non-stop sempre tra Anchorage e Seattle. In quel periodo, Northwest operava anche un volo utilizzando un Douglas DC-10 sulla rotta Fairbanks-Seattle. C'erano tensioni con i sindacati, in particolare meccanici e assistenti di volo. Nel 1985, i macchinisti della compagnia scioperarono per tre mesi. Nel giugno 1985, riuscì a porre fine allo sciopero promettendo di ridurre i costi del lavoro e di mantenere un clima di pace con i sindacati. Nel novembre 1985, la compagnia aerea introdusse un servizio di trasporto aereo giornaliero chiamato "Gold Streak", con servizio da e per l'Alaska.
Negli anni '80, Alaska Airlines iniziò ad acquisire dei McDonnell Douglas MD-80 per sostituire i suoi vecchi Boeing 727. Alaska Airlines fu il cliente di lancio dell'MD-83, ricevendo in consegna i suoi primi MD-80 nel 1985.
Sempre nel 1985, l'Alaska Air Group fu costituita come holding per Alaska Airlines. Nel 1986, Alaska Air Group acquisì la compagnia aerea regionale Horizon Air, che rimase un marchio separato da Alaska Airlines. Da allora, entrambe le compagnie aeree sono state sussidiarie di Alaska Air Group. Nel 1987, Alaska Airlines acquisì Jet America Airlines. Alaska Airlines inizialmente gestiva Jet America come compagnia aerea separata, ma questa soluzione si rivelò economicamente non sostenibile e le operazioni di Jet America furono incorporate in quelle di Alaska Airlines. La compagnia interruppe tutti i voli per il Midwest e la costa orientale precedentemente operati da Jet America. Ulteriori MD-80 entrarono nella flotta con l'acquisizione di Jet America Airlines nel 1987.
Per compensare un forte squilibrio stagionale nei viaggi verso l'Alaska (che si svolgeva principalmente in estate), la compagnia aerea introdusse voli verso le città turistiche messicane, dove la maggior parte dei viaggi si svolgeva in inverno. Nel 1988, la compagnia aerea iniziò a servire le città turistiche messicane di Mazatlán e Puerto Vallarta. Alla fine degli anni '80, il 70% dei passeggeri di Alaska Airlines volava a sud di Seattle e la compagnia aerea serviva 30 città in 6 stati al di fuori dell'Alaska.
Nuove competizioni, nuove tecnologie (anni '90)
Alaska Airlines iniziò gli anni '90 con l'intenzione di noleggiare 24 Boeing 737-400 dalla International Lease Finance Corporation (ILFC). Il primo aereo venne consegnato nell'aprile 1992.
Nel 1991, Alaska Airlines aggiunse diverse rotte. Nell'Estremo Oriente russo, aggiunse le città di Magadan e Khabarovsk, oltre ai voli per Toronto, la sua prima città canadese e la prima città a est delle Montagne Rocciose. Toronto fu poi eliminata nel 1992 e le destinazioni russe furono dismesse nel 1998.
Mentre la compagnia aerea celebrava il suo 19° anno consecutivo di profitti in un settore turbolento e collezionava numerosi premi per il servizio clienti, Bruce Kennedy rassegnò le dimissioni nel maggio 1991 e gli succedette Raymond J. Vecci.
In questo periodo, Alaska Airlines si trovò ad affrontare una crescente concorrenza da parte delle compagnie aeree a basso costo, in particolare MarkAir. Dall'inizio delle sue attività nel 1984, la concorrenza si era ridotta a causa degli accordi di fornitura con Alaska Airlines. Tuttavia, dopo che Alaska Airlines si rifiutò di acquistare la compagnia aerea nell'autunno del 1991, la concorrenza con Alaska Airlines si intensificò. MarkAir offriva voli low-cost sulla rotta Anchorage-Seattle e su altre rotte in Alaska, dove Alaska Airlines realizzava quasi un terzo dei suoi ricavi. Per la prima volta in 20 anni, registrò una perdita di 121 milioni di dollari.
Per risparmiare denaro, la compagnia aerea cancellò i progetti per la realizzazione di due hangar dedicati alla manutenzione e rinviò un importante acquisto di aeromobili del valore di 2 miliardi di dollari. La manutenzione rinviata durante questo periodo di riduzione dei costi avrebbe causato lo schianto del volo 261 nel 2000, ma all'epoca ciò aumentò l'usabilità della flotta e, di conseguenza, i ricavi. La manutenzione rinviata ridusse anche i costi di manodopera, facendo risparmiare denaro alla compagnia aerea ma aumentando le tensioni con i sindacati. Le riduzioni dei costi produssero risultati rapidi. Nel 1993, le perdite diminuirono a 45 milioni di dollari e l'anno successivo realizzarono un profitto di 40 milioni di dollari. L'otto percento di questi ricavi fu generato da operazioni di trasporto merci da record.
Alaska Airlines subì una maggiore concorrenza nel 1993, quando la compagnia aerea a basso costo Southwest Airlines entrò nell'area del pacifico nord-occidentale acquisendo Morris Air. Alaska Airlines riuscì a contenere i costi, pur mantenendo un elevato livello di servizio clienti. La compagnia aerea si autoproclamò "l'ultima grande compagnia aerea" e con il motto "Allo stesso prezzo, ottieni di più". Gli analisti ritenevano che Alaska Airlines necessitasse di tagli più significativi ai costi. Allo stesso tempo, la compagnia organizzò numerosi scioperi da parte del sindacato degli assistenti di volo. Alla fine, Vecci fu licenziato nel 1995 e sostituito da John Kelly, l'ex CEO di Horizon Air. La compagnia aerea espanse presto le rotte della costa occidentale per sfruttare un accordo di "cieli aperti" tra Stati Uniti e Canada.
Alaska Airlines continuò a ricevere nuovi MD-83 durante gli anni '90, sia per soddisfare le esigenze di un sistema di rotte in crescita sia per sostituire la sua flotta di Boeing 727 obsoleti e inefficienti in termini di consumo di carburante. Il loro ultimo Boeing 727 fu ritirato nel marzo 1994. La flotta di MD-80 della compagnia aerea raggiunse il picco di 44 velivoli nel 1996.
Alaska Airlines introdusse alcune nuove tecnologie negli anni '90. Nel 1989 introdusse un sistema di guida head-up per operare meglio in condizioni di nebbia, diventando la prima compagnia aerea a utilizzare questa tecnologia. Nel 1995, la compagnia aerea è diventata la prima negli Stati Uniti a vendere biglietti su Internet. Alla fine del 2000, tutti gli aerei della compagnia erano dotati di defibrillatori automatici esterni, da utilizzare in caso di emergenza a bordo. La compagnia installò dei chioschi self-service chiamati "Instant Travel Machines" che stampavano le carte d'imbarco, consentendo ai clienti di evitare il tradizionale sportello del banco biglietti. Un dispositivo a raggi X, un'aggiunta all'unità che consentiva ai passeggeri di imbarcare autonomamente i propri bagagli, fu testata nel 1999 ad Anchorage.
Questa novità, chiamata "Aeroporto del Futuro" dalla compagni, fu testata per la prima volta ad Anchorage e successivamente portata al suo hub di Seattle, attirando l'attenzione di altre compagnie aeree. La compagnia fu la prima al mondo ad integrare la tecnologia GPS e l'Enhanced Ground Proximity Warning System (EGPWS), aggiungendo una visualizzazione tridimensionale del terreno in tempo reale. Il sistema era operativo su tutti i Boeing 737-400 della compagnia nell'aprile 1999.
Verso la fine degli anni '90, la compagnia registrò un'elevata redditività. Alaska Airlines aggiunse nuove strutture di addestramento e manutenzione. La compagnia aerea iniziò ad acquistare dei nuovi Boeing 737, ordinando tre Boeing 737-700 e divenne il cliente di lancio del Boeing 737-900 quando ordinò dieci di questi aerei nel novembre 1997.
L'introduzione dei voli negli Stati Uniti (anni 2000)

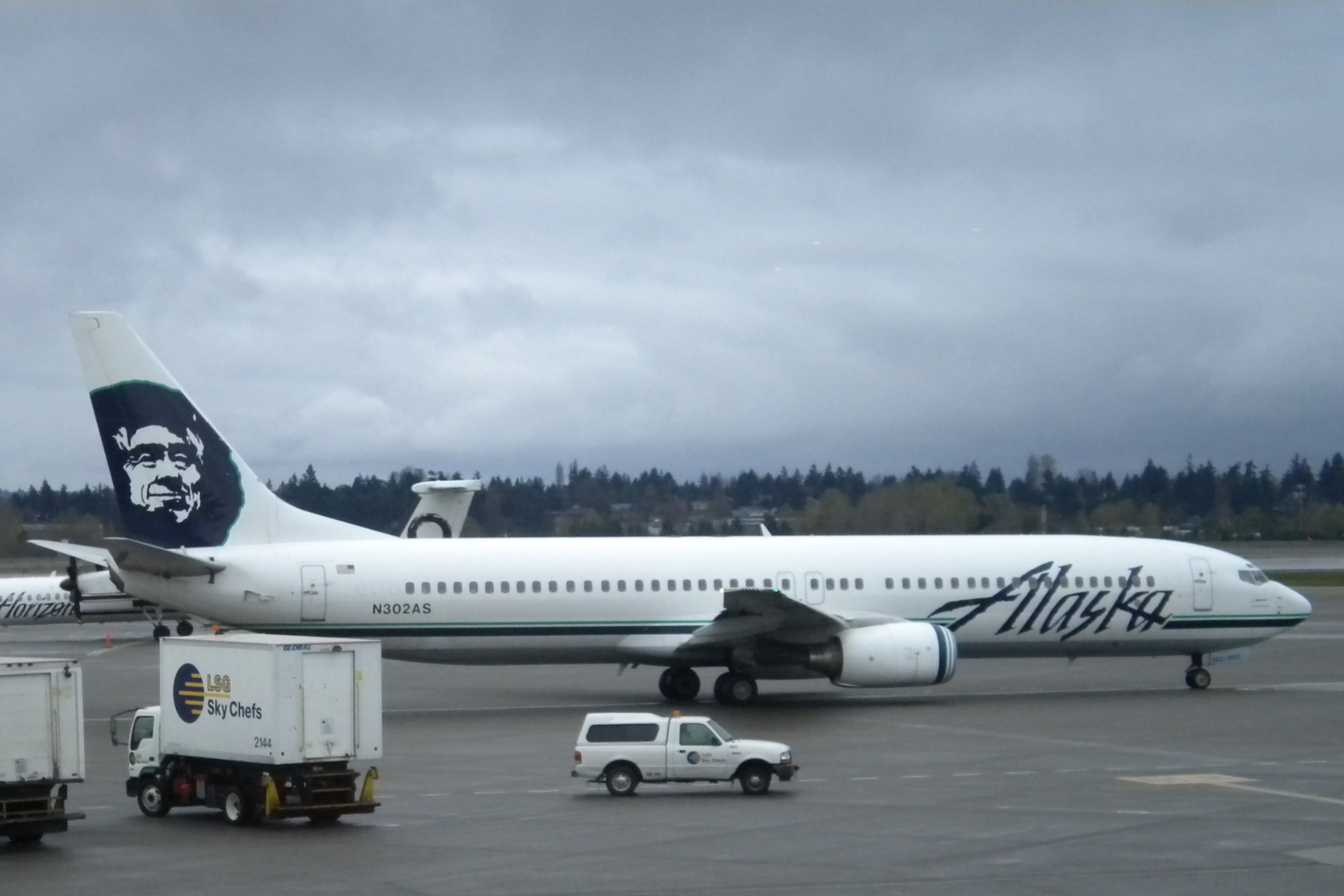
Un Boeing 737-900 di Alaska Airlines all'aeroporto internazionale di Seattle-Tacoma. Alaska Airlines è stato il cliente di lancio del Boeing 737-900.

Con la consegna dei Boeing 737 Next Generation a partire dal 1999, la compagnia iniziò a lanciare più voli sul medio raggio. Nel 2000, Alaska Airlines avviò il volo tra Anchorage e Chicago.
Nel maggio 2001, la compagnia aerea ricevette il suo primo Boeing 737-900. Nel 2001, il dipartimento dei trasporti degli Stati Uniti d'America concesse alla compagnia aerea esenzioni dagli slot per operare un volo diretto dall'Aeroporto Nazionale di Washington-Ronald Reagan a Seattle, ma il volo fu interrotto dopo solo una settimana a causa degli attacchi dell'11 settembre. La compagnia aerea riprese il servizio verso l'aeroporto il 4 dicembre 2001, per soddisfare la domanda.
Nel gennaio 2002, William Ayer fu nominato CEO di Alaska Airlines. Ayer era vicepresidente sotto la presidenza di Kelly dal 1997, essendo arrivato in Alaska Airlines da Horizon Air due anni prima. Ayer assunse la carica di presidente e CEO di Alaska Airlines nel 2002, dopo il pensionamento di Kelly. Guidò l'azienda attraverso una trasformazione chiamata "Alaska 2010", volta a isolare la compagnia aerea dal tradizionale ciclo di espansione e contrazione del settore aereo.
Nel 2003, Alaska Airlines vinse il Technology Leadership Award della rivista Air Transport World per il suo ruolo pionieristico nell'utilizzo di nuove tecnologie sia in aeroporto che all'interno dell'aereo stesso.

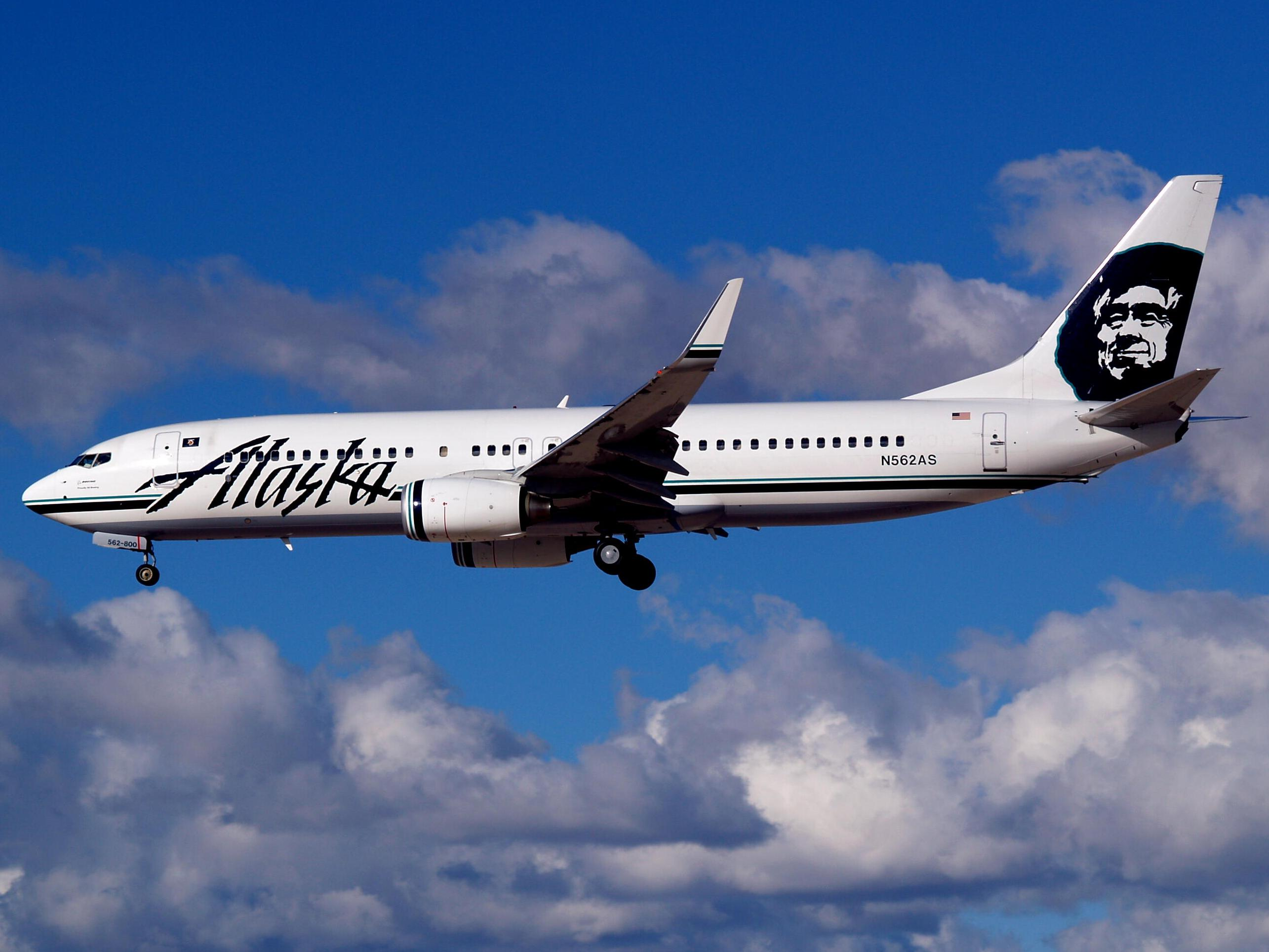
Il Boeing 737-800 sostituì gli MD-83 della compagnia, ritirati dal servizio nell'agosto 2008.

Nel 2005, a causa della maggiore efficienza del Boeing 737 Next Generation e dell'aumento dei costi di manutenzione, carburante e addestramento degli equipaggi, Alaska Airlines decise di dismettere gradualmente i suoi 26 MD-80 rimanenti e di addestrare i suoi piloti a volare sui più recenti Boeing 737-800, ordinati per sostituirli. Secondo la compagnia aerea, l'MD-80 consumava 4.200 litri di carburante all'ora, mentre il Boeing 737-800 ne consumava solo 3.200 litri all'ora. Gli ultimi voli dell'MD-80 furono effettuati nell'agosto 2008, con un volo da San Jose a Seattle e un altro da Sacramento a Seattle. Per celebrare la sua transizione verso una flotta interamente Boeing, Alaska Airlines presentò un Boeing 737-800 chiamato "Spirit of Seattle" con i colori della casa produttrice Boeing dipinti sulla fusoliera e il logo Inuit della compagnia aerea dipinto sulla coda dell'aereo.

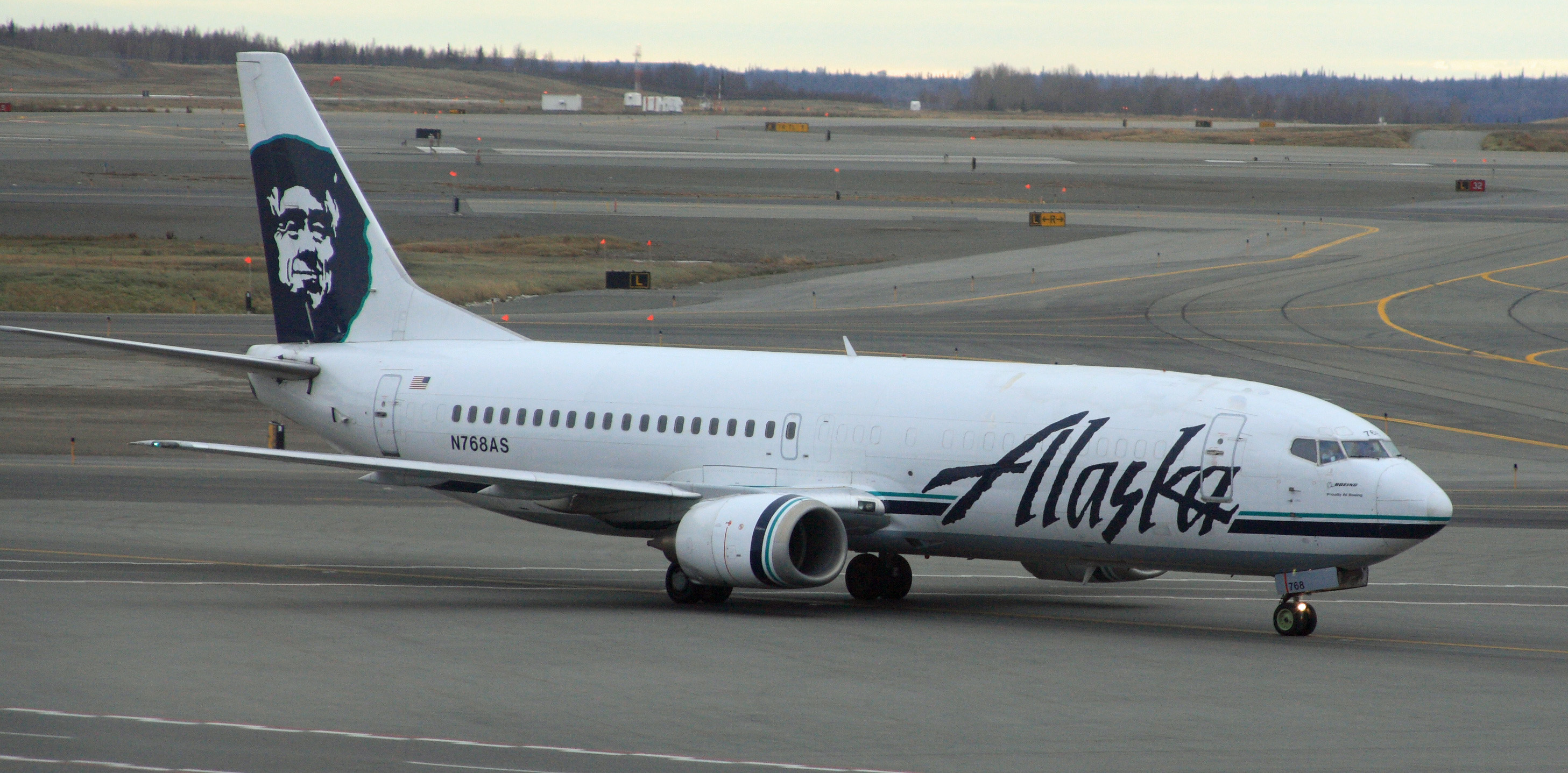
Un Boeing 737-400F della compagnia in grado di trasportare sia passeggeri che merci.

A partire da giugno 2006, Alaska Airlines introdusse nuovi aerei cargo nella flotta: cinque Boeing 737-400C e un Boeing 737-400F. Gli aerei furono originariamente acquistati da Alaska Airlines come aerei passeggeri nel 1992 e convertiti da Pemco Air Services. Gli aerei cargo 737-400C erano particolarmente adatti alle esigenze di Alaska Airlines, trasportando una combinazione di quattro pallet cargo e 72 passeggeri, consentendo il trasporto sia di merci che di persone in città remote. Gli aerei basati sul Boeing 737-400 avevano una capacità di trasporto passeggeri e cargo superiore del 20% rispetto ai vecchi aerei cargo Boeing 737-200 che avevano sostituito.
Anni 2010
Nel marzo 2010, Alaska Airlines iniziò dei voli da San Jose, in California, a Kahului e Kona, nelle Hawaii, e anche da Sacramento, in California, a Kahului, nelle Hawaii.

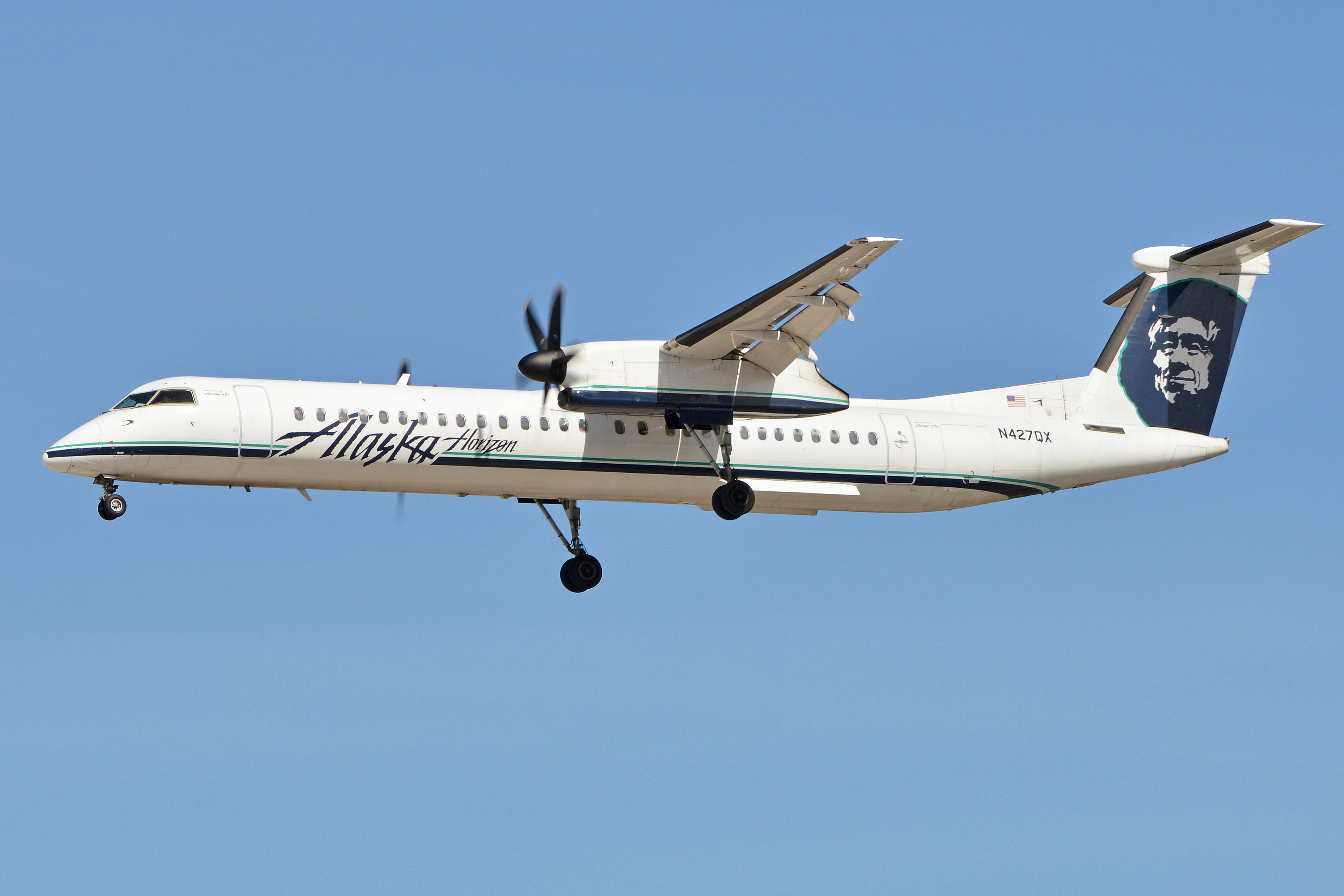
Un Bombardier Q400 di Alaska Horizon, brand che verrà successivamente ritirato.

Nel settembre 2010, Alaska Airlines iniziò il volo tra Seattle e l'aeroporto internazionale Lambert-St. Louis.
Nel 2011, Horizon Air non operava più come compagnia aerea regionale separata. Invece, passò a un modello di business basato su un accordo di acquisto di capacità, che a quel tempo era diventato lo standard nel settore delle compagnie aeree regionali. In base a quest'ultimo, Horizon Air gestisce e mantiene i propri aeromobili, mentre Alaska Airlines è responsabile della programmazione, del marketing e della definizione dei prezzi di tutti i voli. Come parte del passaggio al nuovo modello di business, il marchio Horizon Air fu ritirato e tutti gli aerei della compagnia furono ridipinti con una livrea "Alaska Horizon" a marchio condiviso.
Alaska Airlines stipulò un accordo di acquisto di capacità simile con la più grande compagnia aerea regionale del paese, SkyWest Airlines. A partire da maggio 2011, SkyWest ha iniziò a operare diverse rotte verso l'Alaska con il marchio "Alaska SkyWest".
Nel gennaio 2011, Alaska Airlines effettuò un ordine per tredici Boeing 737-900ER da consegnare tra il 2012 e il 2014, con due Boeing 737-800 che facevano parte dell'ordine.

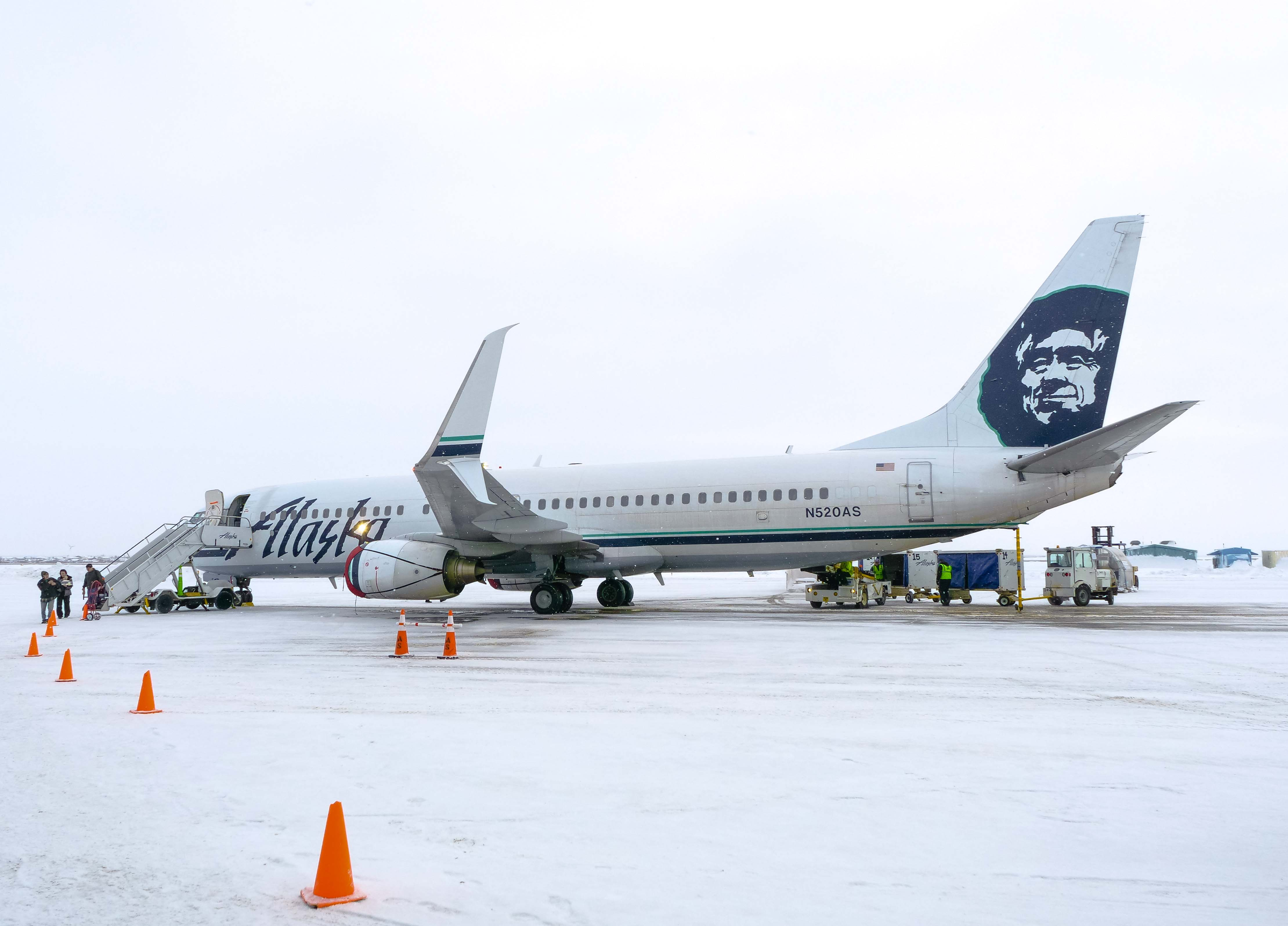
La vecchia livrea di Alaska Airlines su un Boeing 737-800.

Sempre nel 2011, Alaska Airlines collaborò con Boeing e Fujitsu per essere la prima a utilizzare una nuova tecnologia chiamata "Component Management Optimization" (Ottimizzazione della Gestione dei Componenti) per semplificare i controlli di manutenzione. Questa tecnologia consente ai meccanici di puntare un dispositivo portatile verso piccole etichette RFID applicate a determinate parti dell'aereo, che mostreranno informazioni sulla data dell'ultima sostituzione dei componenti. Ciò consente ai meccanici di eseguire le ispezioni più rapidamente rispetto ai metodi convenzionali. Il lancio del programma avvenne nel 2012.
A metà del 2011, la compagnia aerea distribuì degli iPad ai suoi piloti per sostituire i manuali di volo cartacei che i piloti erano tenuti a portare a bordo. Alaska Airlines è la prima grande compagnia aerea a utilizzare gli iPad sui voli. Tutti i piloti avevano l'iPad a giugno 2011.
Nel novembre 2011, Alaska Airlines effettuò 75 voli commerciali passeggeri negli Stati Uniti alimentati da biocarburante, utilizzando una miscela al 20% di biocarburante sostenibile ricavato da olio da cucina usato che soddisfa rigorosi standard internazionali di sicurezza e sostenibilità.
Il 16 febbraio 2012, l'amministratore delegato di Alaska Airlines, Bill Ayer, rassegnò le dimissioni. Ayer era diventato amministratore delegato della compagnia aerea nel 2002 e gli è stato attribuito il merito di aver ridotto i costi e mantenuto la compagnia redditizia senza fallire. Il presidente della compagnia aerea, Brad Tilden, divenne il nuovo amministratore delegato il 15 maggio 2012.
Nel marzo 2012, Alaska Airlines iniziò i voli da Seattle a Kansas City e nel giugno dello stesso anno iniziò i voli per Filadelfia. I voli dall'aeroporto internazionale di Seattle-Tacoma e Miami terminarono nel luglio 2012. I voli per Fort Lauderdale iniziarono il 16 luglio. I voli verso San Antonio iniziarono nel settembre 2012. Alaska Airlines iniziò i voli da San Diego a Orlando nell'ottobre 2012.
Nell'ottobre 2012, Alaska Airlines piazzò l'ordine più grande della sua storia, ordinando un totale di 50 Boeing 737, per un valore di 5 miliardi di dollari a prezzi di listino. L'ordine comprendeva 20 Boeing 737 MAX 8, 17 Boeing 737 MAX 9 e 13 Boeing 737-900ER.
Alaska Airlines annunciò un piano nel giugno 2013 per iniziare a sostituire i Boeing 737 sui voli tra Fairbanks e Anchorage, in Alaska, con i Bombardier Q400 operati da Horizon Air e con base ad Anchorage a partire da marzo 2014. Il piano mirava a ridurre le spese operative e, in definitiva, le tariffe. Incontrò molto scetticismo tra i residenti di Fairbanks, che espressero sui social media la loro frustrazione per la sicurezza degli aerei e l'imbarco dall'esterno nel freddo clima invernale. Alaska Airlines rispose ai commenti su Facebook tentando di rassicurare i passeggeri sulla sicurezza dei Bombardier Q400. La compagnia aerea finì per modificare una delle passerelle di imbarco dell'aeroporto internazionale di Fairbanks in modo che i passeggeri non dovessero uscire per imbarcarsi. Nel novembre 2017, Alaska Airlines annunciò che sarebbe tornata ad un servizio interamente a reazione nello stato dell'Alaska e che avrebbe chiuso la sua base aerea di Horizon Air ad Anchorage nel marzo 2018. Horizon Air avrebbe ristabilito la sua presenza nello stato dell'Alaska due anni dopo, questa volta utilizzando aerei Embraer E175.

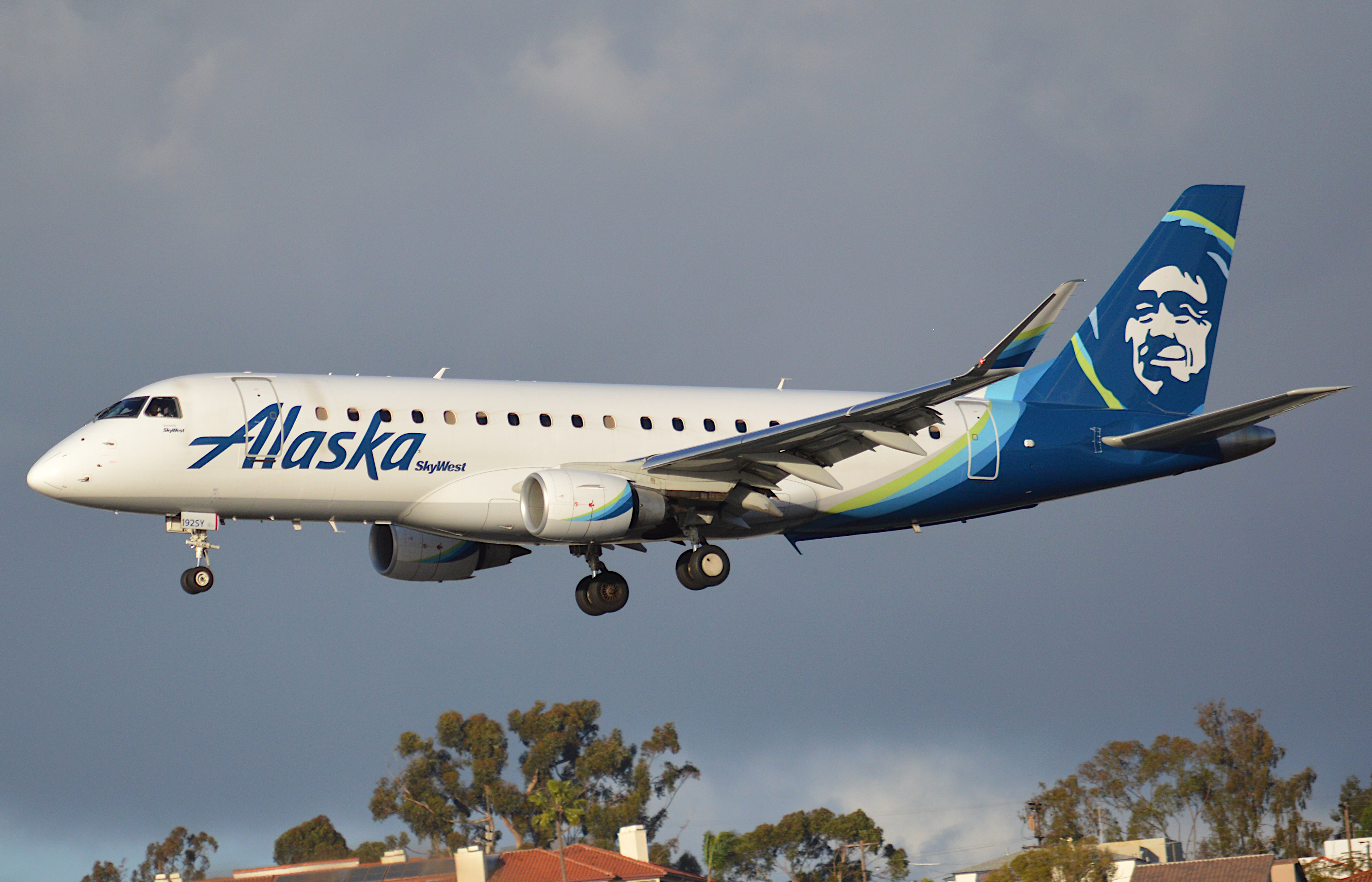
Alaska Airlines presentò il suo nuovo logo e la sua nuova livrea nel 2016, come si vede qui su un Embraer E175 della compagnia.

Un nuovo volo diretto da Seattle a Salt Lake City iniziò nel 2013 e da Seattle ad Albuquerque, Baltimora, Detroit, New Orleans, Tampa e Cancun iniziarono nel 2014. Successivamente furono aggiunte diverse altre rotte da Salt Lake City in una mossa competitiva contro Delta Air Lines quando la compagnia aggiunse molte nuove rotte da Seattle.
Nel 2015, Alaska Airlines annunciò tre nuove destinazioni non-stop da Seattle a Charleston, Nashville e Raleigh. Queste, insieme a un volo tra Los Angeles e Baltimora, sono state inaugurate alla fine del 2015 con i suoi aerei Boeing 737.
Nel gennaio 2016, per la prima volta in 25 anni, Alaska Airlines presentò un importante aggiornamento del suo marchio, che includeva un nuovo logo e una nuova livrea. Nel nuovo design, il marchio denominativo Alaska è stato semplificato e il design del logo Eskimo è stato semplificato e le gorgiere sul parka sono state rese più colorate.
Nel 2017, Alaska Airlines iniziò i voli verso Indianapolis, con un servizio non-stop per Seattle a maggio e San Francisco a settembre. I voli per San Francisco furono interrotti a settembre 2018.
Nel settembre 2018, Alaska Airlines aggiunse un volo diretto da Seattle a Pittsburgh.
L'acquisizione di Virgin America
Virgin America, una ex compagnia aerea statunitense con sede nella Bay Area di San Francisco, venne lanciata nel 2005 e conquistò rapidamente molta popolarità. Tuttavia, essendo una startup in crescita, ci vollero diversi anni per compensare i costi di avviamento e di espansione. I primi investitori di Virgin America desideravano dei ritorni economici rapidi sui loro investimenti, quindi quotarono la compagnia aerea al Nasdaq nel novembre 2014. Con la crescita dei profitti della compagnia anno dopo anno, il prezzo delle azioni salì dai 23 dollari dell'offerta pubblica iniziale (IPO) ai quasi 30 dollari per azione nel giro di un solo anno.

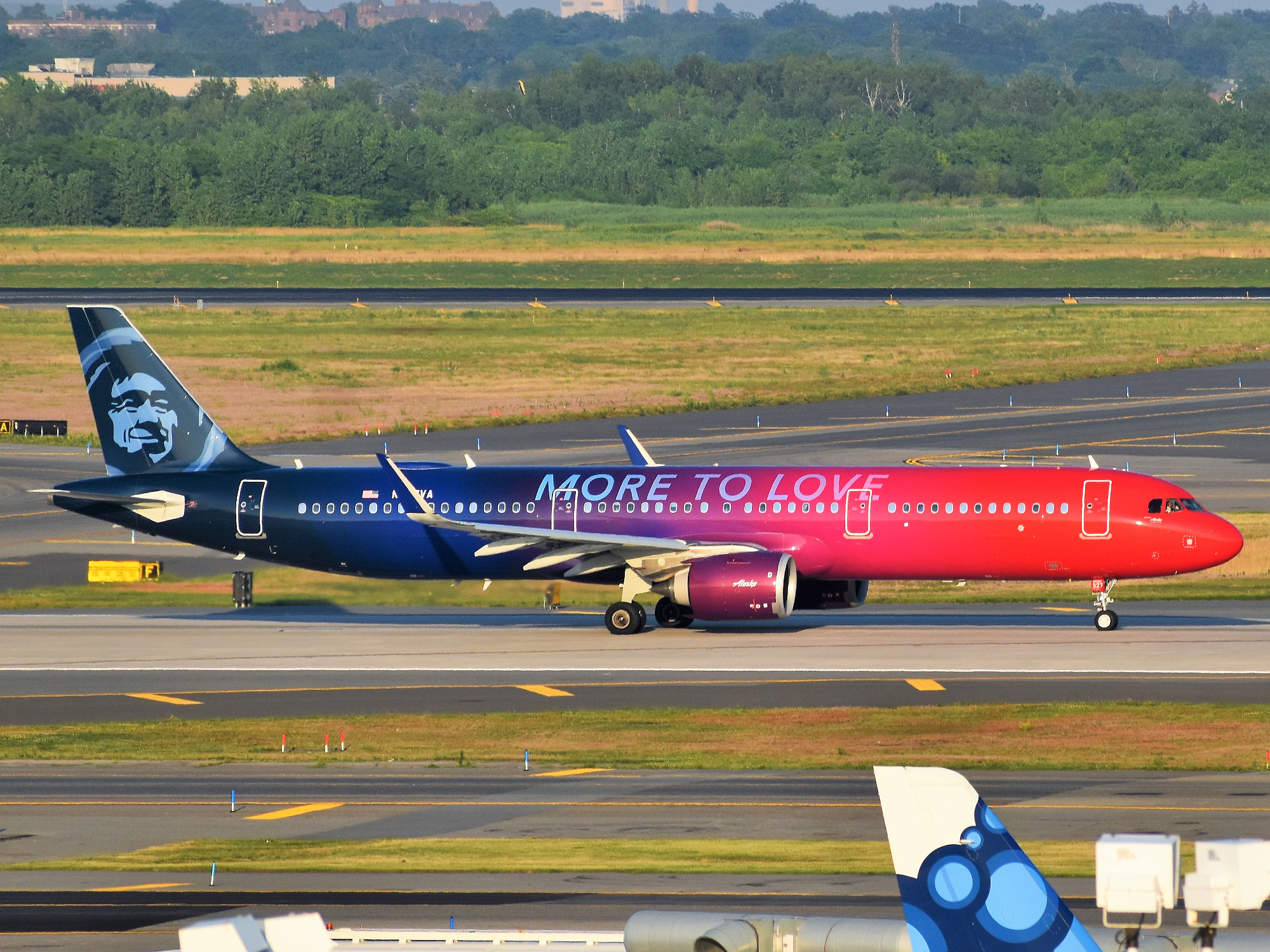
Dopo l'acquisizione di Virgin America, Alaska Airlines dipinse diversi aerei, tra cui questo Airbus A321neo ereditato dalla stessa Virgin America, con una livrea speciale che venne denominata "More to Love" per commemorare la fusione.

Poco dopo il lancio dell'IPO di Virgin America, JetBlue Airways annunciò la sua intenzione di acquistare una partecipazione di controllo di Virgin America. Le due compagnie avevano reti di destinazioni complementari su lati opposti del paese e operavano tipi di aeromobili simili in un mercato simile. Alaska Airlines considerò l'acquisizione di Virgin America come l'inizio dell'espansione in California e sulla costa occidentale. Dopo l'annuncio dell'acquisizione, Richard Branson, che era a capo del Virgin Group e uno dei fondatori di Virgin America, si disse triste e deluso. Nonostante le proteste del suo azionista di maggior spicco, la maggioranza degli azionisti di Virgin America votò per approvare la vendita all'Alaska Air Group a causa dell'offerta più alta rispetto a quella di JetBlue.

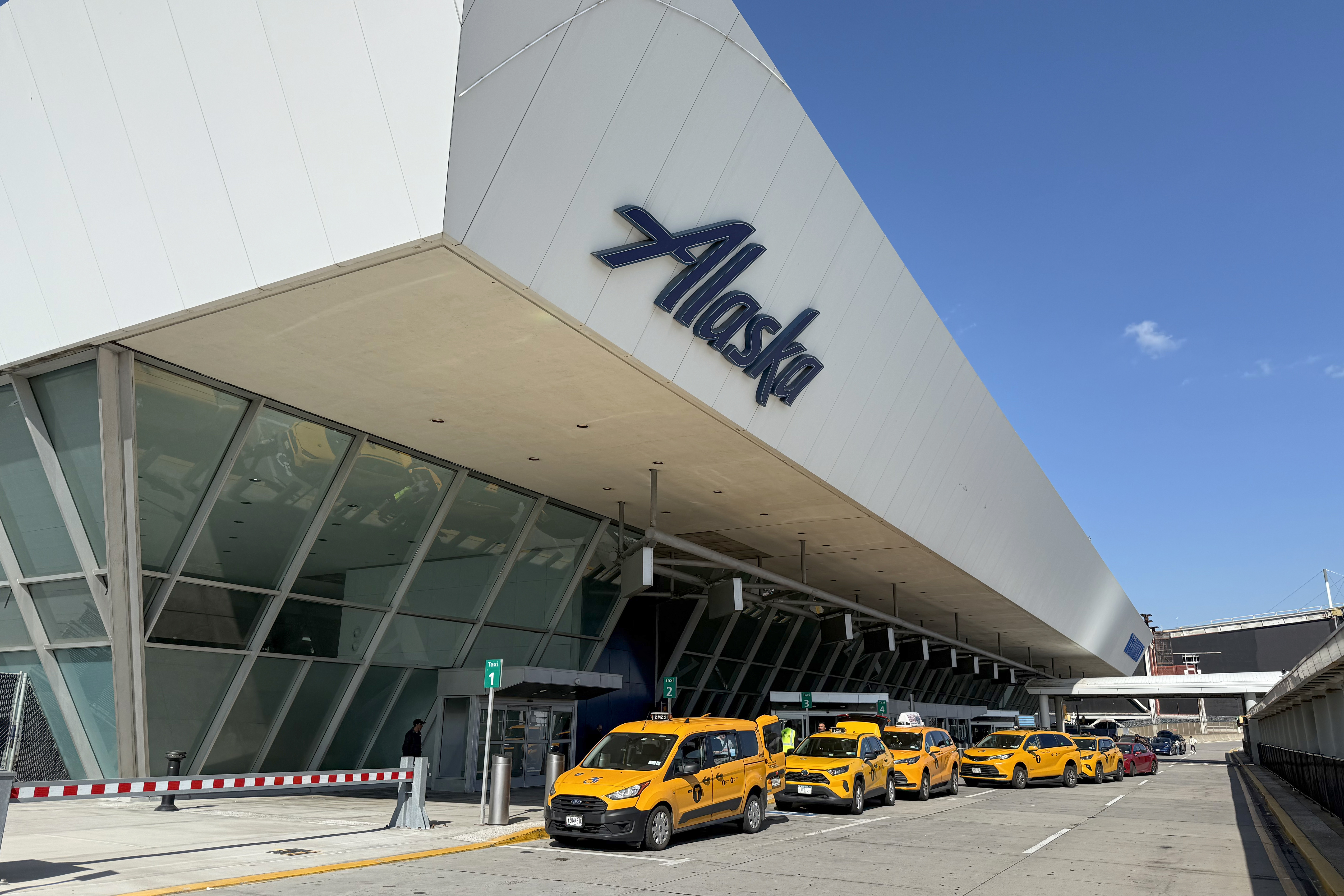
L'hub situato a New York di Virgin America venne incorporato al Terminal 7 dell'Aeroporto Internazionale John F. Kennedy, espandendo la presenza di Alaska Airlines sulla costa orientale.

Alaska Air Group acquistò Virgin America per 57 dollari ad azione, per una valutazione totale di 2,6 miliardi di dollari, con spese aggiuntive che portarono il costo a circa 4 miliardi di dollari. L'acquisizione venne completata il 14 dicembre 2016.
Il dipartimento dei trasporti degli Stati Uniti rilasciò un unico certificato di operatore aereo per le compagnie aeree combinate nel gennaio 2018. Le due compagnie si unirono nello stesso sistema di servizi passeggeri nell'aprile 2018, il che significava che la maggior parte dei servizi aziendali rivolti al cliente, inclusi i numeri di volo, il sito web, le app mobili e i banchi per il check-in nell'aeroporto, avevano solamente il marchio di Alaska Airlines. L'ultimo volo di Virgin America venne effettuato nell'aprile 2018. L'ultimo aereo di Virgin America venne ridipinto nel giugno 2019.
Tuttavia, l'acquisizione creò un problema per l'intero gruppo: Alaska Airlines gestisce tutt'ora una flotta di aeromobili composta interamente da Boeing 737, mentre Virgin America ne gestiva una composta interamente da Airbus. Sebbene gli aerei della famiglia Boeing 737 ed Airbus A320 siano progettati per operare nello stesso settore (rotte di corto-medio raggio con capienza fino a 200 passeggeri) i due aeromobili sono molto diversi in termini di operatività e chiunque desideri passare da un Boeing 737 a un aereo della famiglia Airbus A320 (o viceversa) deve sottoporsi a un lungo corso di formazione, un processo costoso per la compagnia aerea e per i piloti stessi. I primi contratti di leasing stipulati con Airbus furono validi fino al 2019, mentre quelli  rimanenti persero la validità tra il 2021 e il 2024. Nell'aprile del 2020, in risposta alle sospensioni delle rotte dovute alla pandemia di COVID-19, Alaska Airlines ritirò dalla flotta 19 aeromobili ereditati da Virgin America, anche se ebbe l'opportunità di  sfruttare la riduzione dei voli legata alla pandemia per riqualificare molti piloti di aerei Airbus per pilotare invece i Boeing 737.
Anni 2020
A causa degli effetti economici della pandemia di COVID-19, Alaska Airlines annunciò una riduzione del 30% del numero di dipendenti. Entro la fine del 2020, l'azienda aveva tagliato circa 7.000 posti di lavoro su un totale di 23.000.
Nel febbraio 2020, Alaska Airlines annunciò l'intenzione di aderire all'alleanza aerea Oneworld. Il 31 marzo 2021, Alaska Airlines entrò ufficialmente a far parte dell'alleanza Oneworld, aggiungendo sette nuovi partner aerei, tra cui Iberia, Malaysia Airlines, Qatar Airways, Royal Air Maroc, Royal Jordanian, S7 Airlines e SriLankan Airlines.
Nel dicembre 2020, Alaska Airlines accettò di acquistare 23 Boeing 737 MAX 9.
Nel novembre 2021, Alaska Airlines lanciò un volo stagionale per il Belize, rendendolo il quarto paese straniero servito dalla compagnia aerea.
Nell'agosto 2022, Alaska Airlines è stata segnalata come investitrice in Twelve, una start-up di carburante per aviazione sostenibile (SAF) e azienda di tecnologia chimica con sede a Berkeley, in California, che mira a produrre carburante dall'anidride carbonica anziché da prodotti come gli oli vegetali biologici, che sarebbero presumibilmente più economici dell'attuale produzione SAF. Il carburante per E-Jet di Twelve avrebbe emissioni inferiori del 90% rispetto al carburante convenzionale, ma non richiederebbe la sostituzione degli aeromobili esistenti. Su scala adeguata, sarebbe competitivo in termini di costi con il carburante esistente e contribuirebbe ad Alaska Airlines di raggiungere gli obiettivi di emissione.
Nell'ottobre 2022, Alaska Airlines ha annunciato un accordo con Boeing per l'acquisto di 52 ulteriori Boeing 737 MAX, il più grande ordine di aeromobili della compagnia aerea fino ad oggi.
Nel maggio 2022, Alaska Airlines ha rimosso la sua rivista di bordo, Alaska Beyond, e l'ha sostituita con un blog della compagnia aerea a causa delle procedure di pulizia relative al COVID-19.
Nel gennaio 2023, Alaska Airlines ha annunciato di aver ufficialmente eliminato i bicchieri di plastica dai suoi servizi di ristorazione a bordo, diventando la prima compagnia aerea statunitense a farlo. Ha affermato che la decisione fa parte dei piani per sostituire i suoi cinque principali articoli che producono rifiuti dai servizi di bordo entro il 2025.
Nel 2023, Alaska Airlines ha annunciato una partnership con Starlux Airlines, con sede a Taiwan. Mokulele Airlines, una piccola compagnia aerea di pendolari delle Hawaii, e la sua società madre, Southern Airways Express, sono diventate entrambe compagnie aeree partner nel 2023. Porter Airlines, una compagnia aerea canadese, è diventata partner prima di iniziare il servizio da Toronto a San Francisco, Los Angeles e Las Vegas. Nel 2023 è stata ripresa la partnership con Kenmore Air, introdotta per la prima volta nel 2010. I voli da Everett alle Isole San Juan sono diventati prenotabili sul sito web di Alaska Airlines.
Alaska Airlines ha annunciato un volo diretto per il Guatemala e le Bahamas a giugno e luglio 2023. Bahamasair è stata annunciata come compagnia aerea partner contemporaneamente all'annuncio del servizio per le Bahamas.
Nel 2023, Alaska Airlines ha raggiunto un accordo per risolvere le controversie relative alla classificazione errata di alcuni lavoratori e al mancato pagamento di salari adeguati. La causa è stata intentata ai sensi delle leggi sul lavoro della California e includeva accuse di violazioni salariali e orarie.
Il 17 aprile 2024, la Federal Aviation Administration (FAA) ha emesso un avviso di sospensione a terra per Alaska Airlines, bloccando tutti i voli della compagnia aerea. La FAA non ha fornito spiegazioni in merito.

## Destinazioni

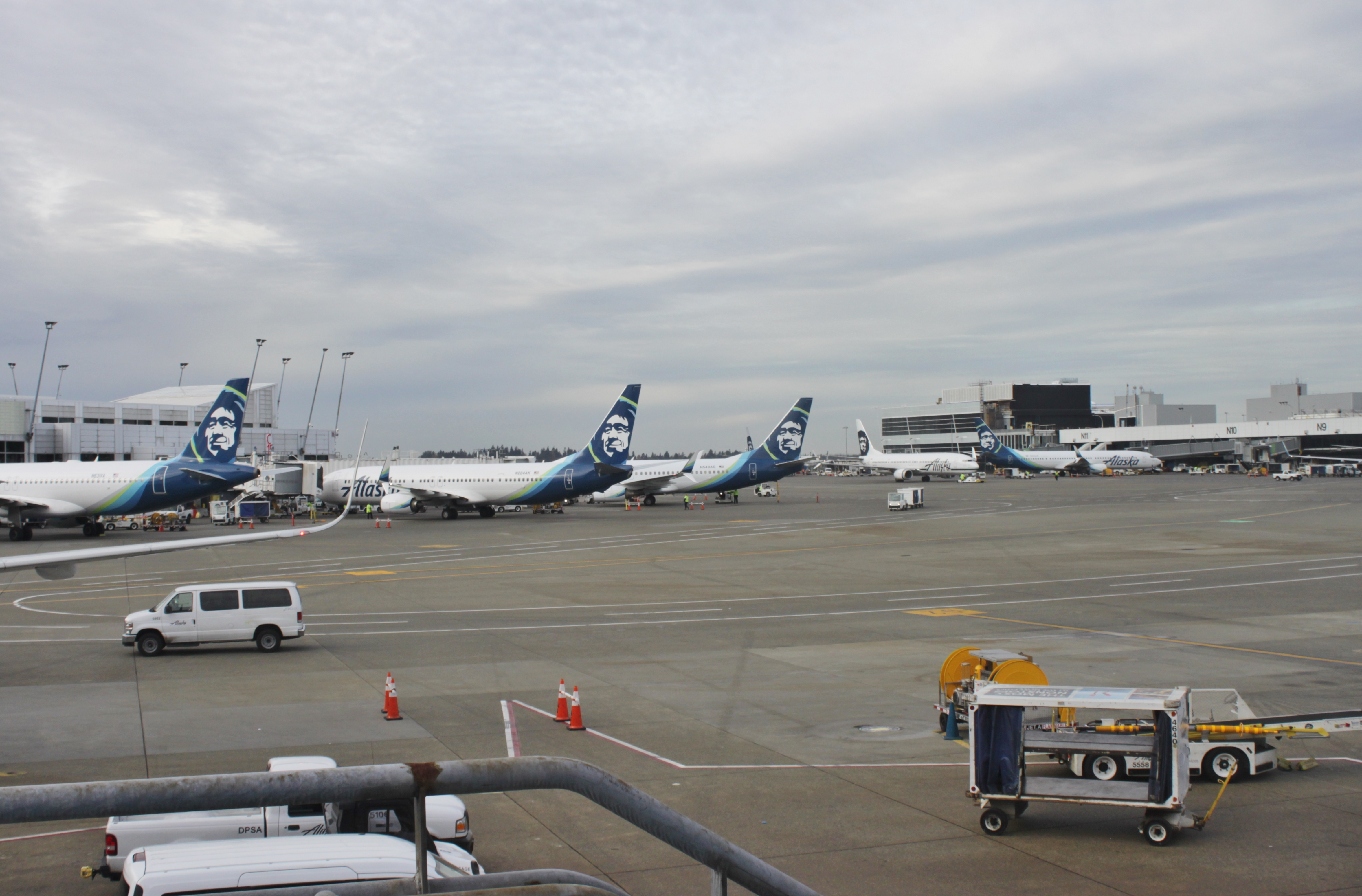
Le operazioni di Alaska Airlines presso il suo hub principale, l'aeroporto internazionale di Seattle-Tacoma.

Il sistema di rotte di Alaska Airlines si estende su oltre 115 destinazioni negli Stati Uniti, Bahamas, Belize, Canada, Costa Rica, Guatemala, Giappone e Messico. Tra le località servite in Alaska figurano Anchorage, Adak, Cordova, Fairbanks, Juneau, Ketchikan, Kodiak, Kotzebue, King Salmon, Nome, Prudhoe Bay, Sitka e Utqiagvik (ex Barrow), molte delle quali non sono accessibili via terra.
La compagnia aerea iniziò le operazioni programmate verso l'estremo oriente russo nel 1991 in seguito alla disgregazione dell'Unione Sovietica, ma sospese i voli nel 1998 a seguito della crisi finanziaria russa del 1998.
Alaska Airlines è stata storicamente una delle più grandi compagnie aeree sulla costa occidentale degli Stati Uniti, con forti presenze ad Anchorage, Seattle, Portland e San Diego, e servendo quattro aeroporti nella Bay Area e quattro aeroporti nell'area metropolitana di Los Angeles.
Alcune città nella rete di destinazioni di Alaska Airlines con meno traffico sono servite da compagnie aeree regionali partner in base a un accordo di acquisto di capacità. In base a tale accordo, la compagnia aerea regionale viene pagata per gestire e mantenere gli aeromobili utilizzati sui voli programmati e commercializzati da Alaska Airlines. Tra i partner aerei di Alaska Airlines figurano Horizon Air, una sussidiaria regionale interamente controllata, e la compagnia aerea SkyWest Airlines.
Alaska Air Group ha lanciato la sua prima rotta internazionale a lungo raggio tra Seattle e l'Aeroporto Internazionale di Narita il 12 maggio 2025. La compagnia utilizza un Airbus A330-200 widebody di Hawaiian Airlines a seguito della fusione di Hawaiian con Alaska Air Group. È prevista la creazione di una rotta tra Seattle e Aeroporto Internazionale di Seul-Incheon a settembre 2025 e di altre dieci rotte entro il 2030.

## Accordi di codeshare
Al 2025, Alaska Airlines intrattiene accordi di codeshare con le seguenti compagnie aeree:
- Aer Lingus
- Air Tahiti Nui
- American Airlines
- Bahamasair
- British Airways
- Cape Air
- Cathay Pacific
- Condor Flugdienst
- Fiji Airways
- Finnair
- Hainan Airlines
- Hawaiian Airlines
- Iberia
- Icelandair
- Japan Airlines
- Korean Air
- LATAM Airlines
- Level
- Malaysia Airlines
- Oman Air
- Philippine Airlines
- Porter Airlines
- Qantas
- Qatar Airways
- Royal Air Maroc
- Royal Jordanian
- Singapore Airlines
- SriLankan Airlines
- Starlux Airlines

## Flotta

### Flotta attuale

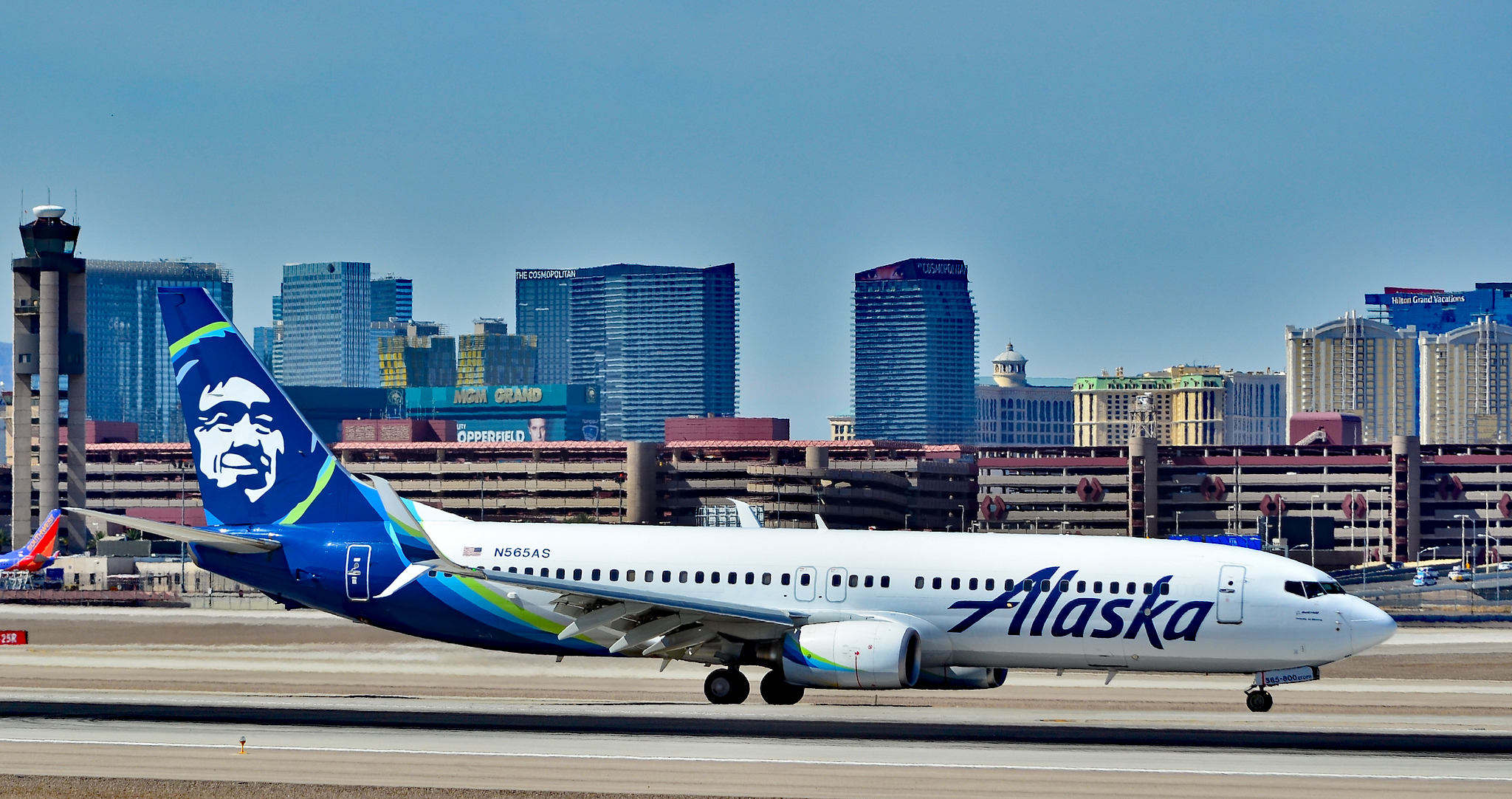
Un Boeing 737-800.

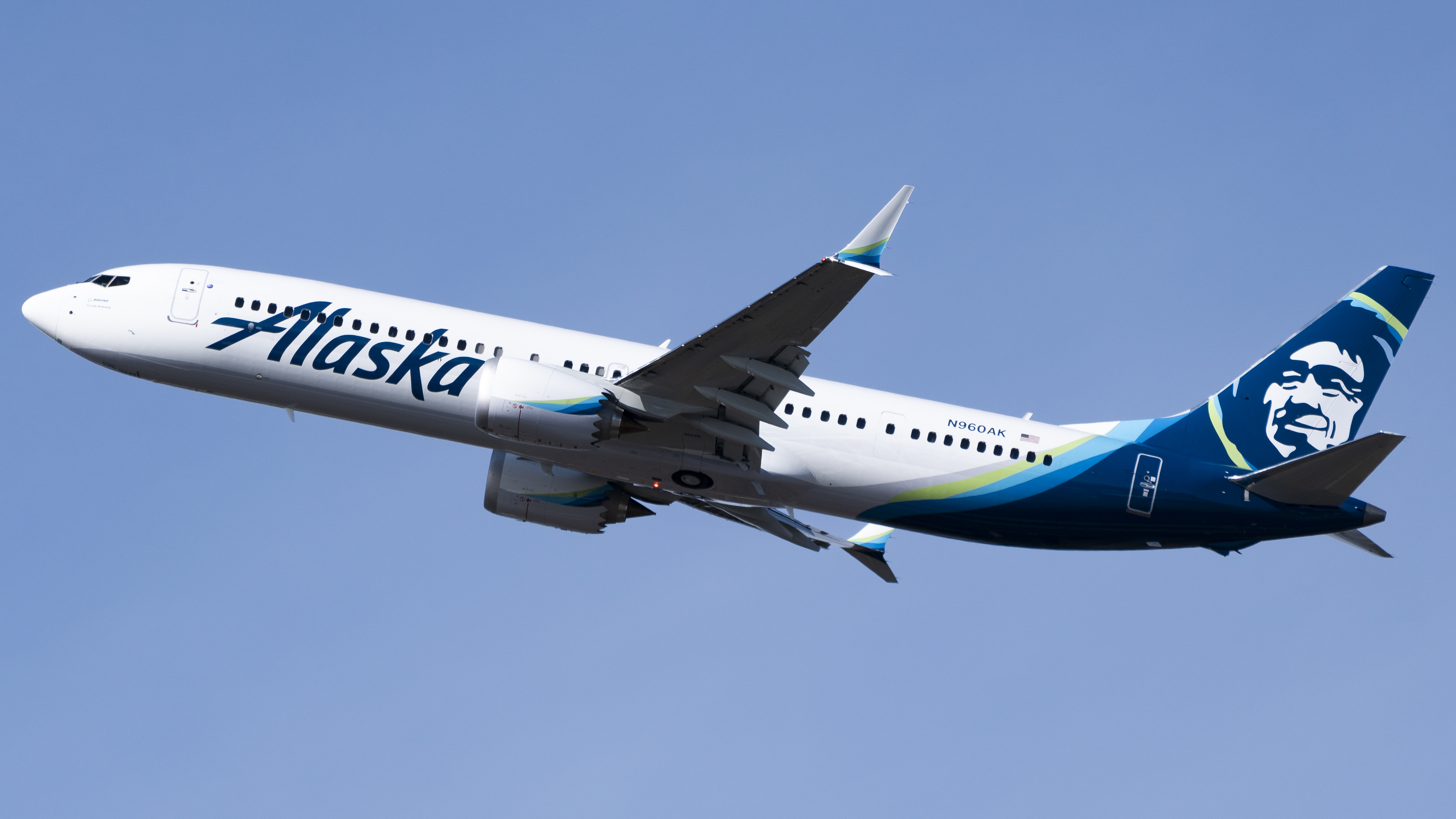
Un Boeing 737 MAX 9.

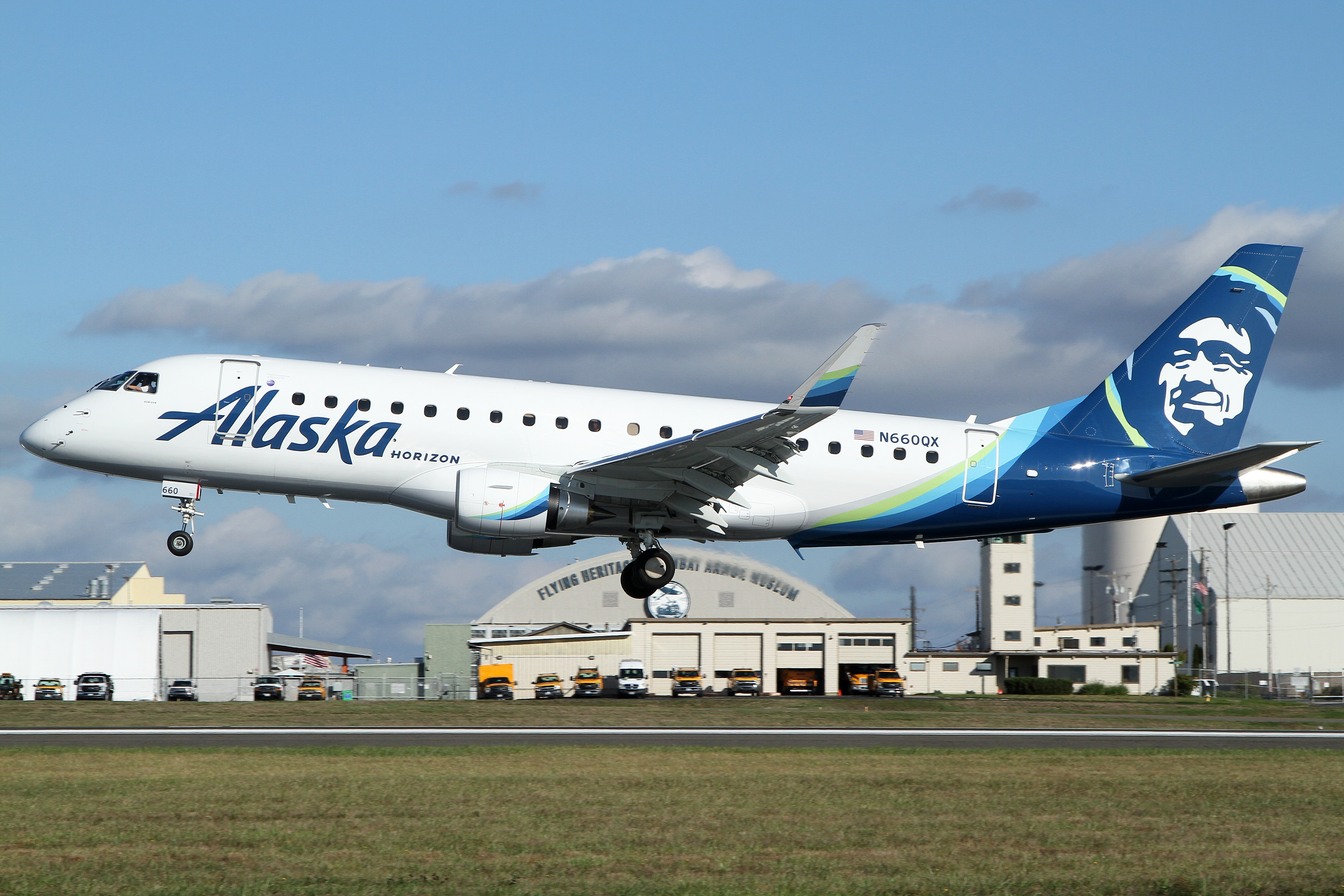
Un Embraer E-175.

A luglio 2025 la flotta di Alaska Airlines è così composta:

### Flotta storica

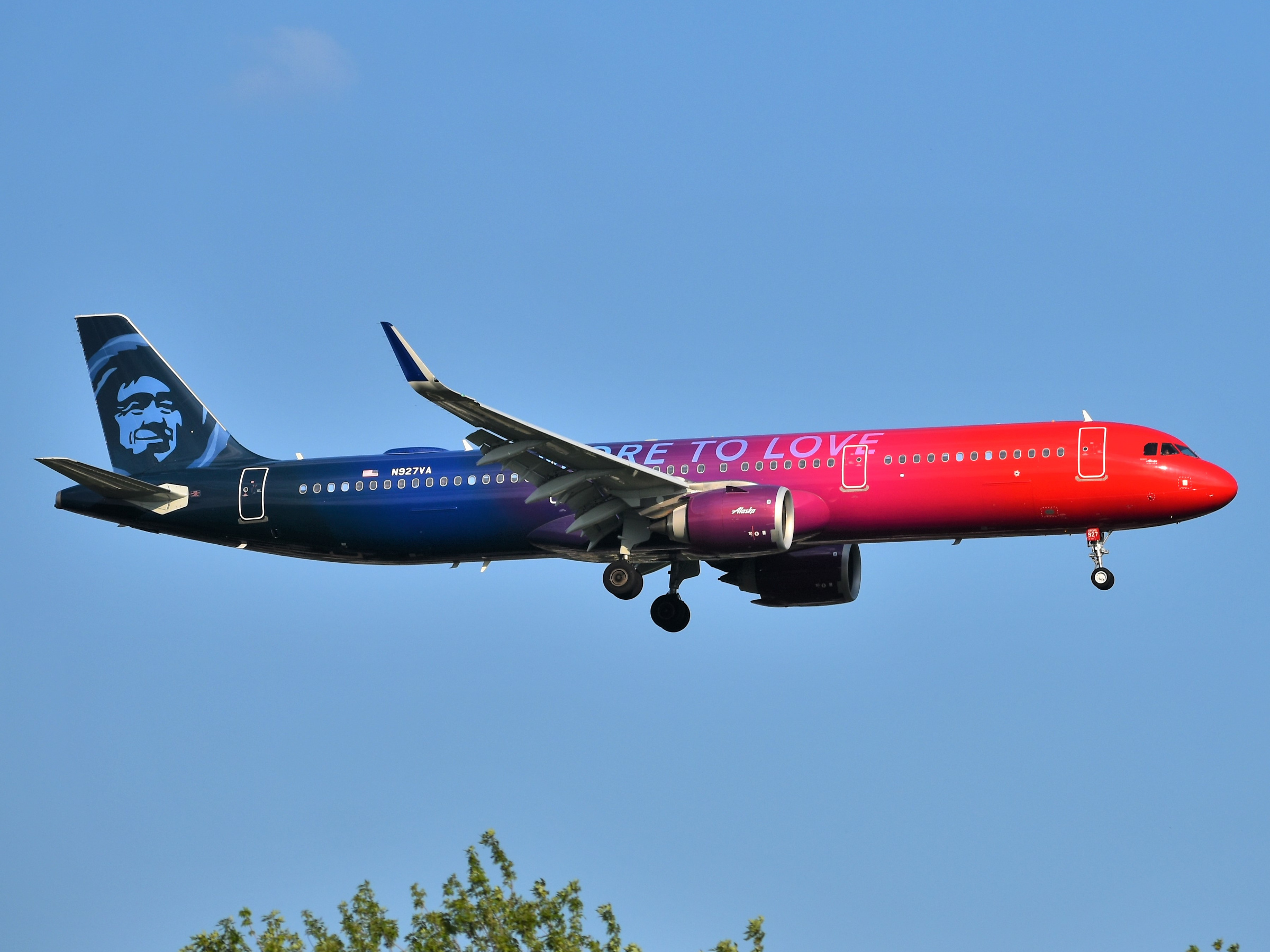
Un Airbus A321neo in livrea "More to Love".

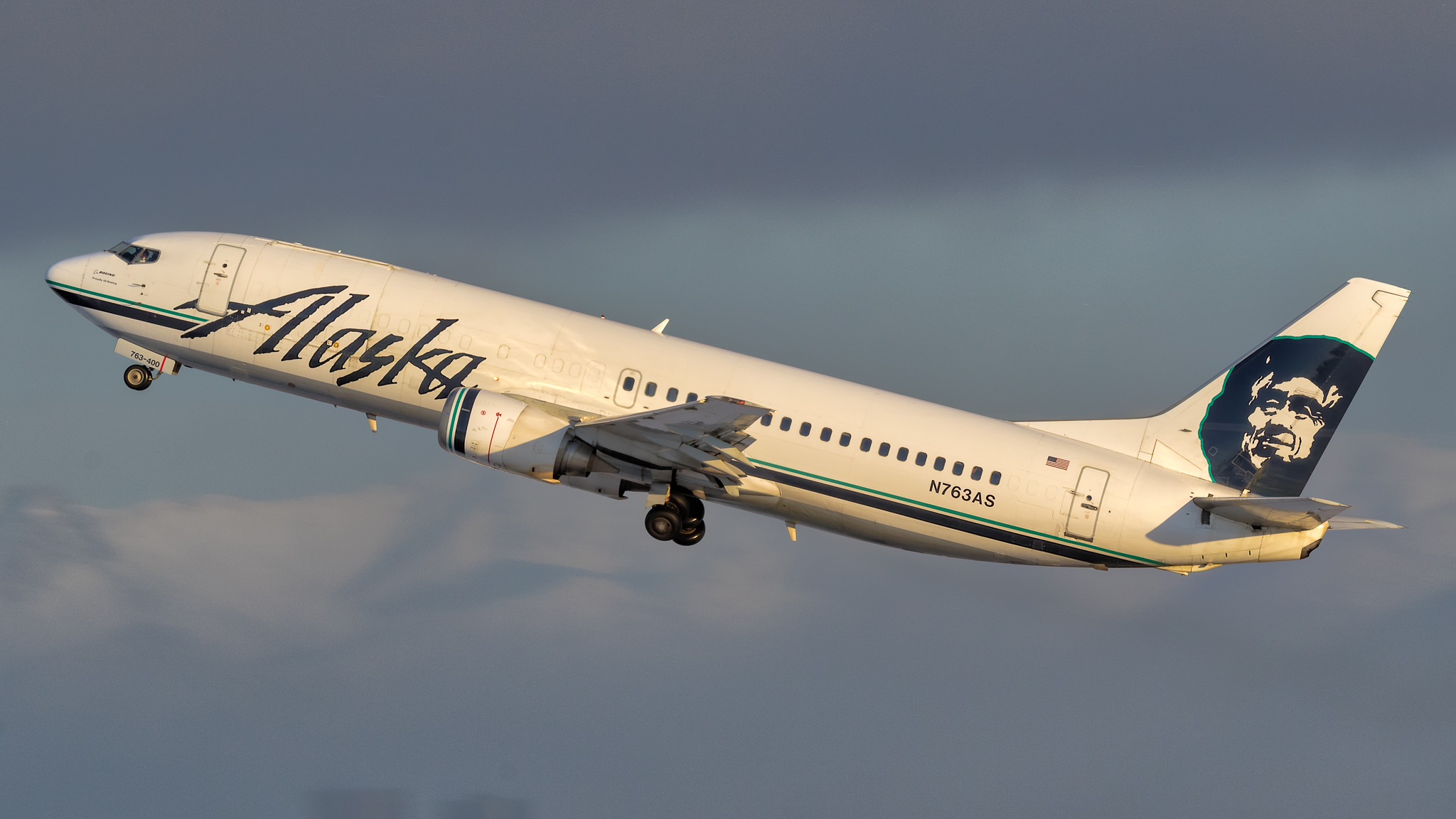
Un Boeing 737-400.

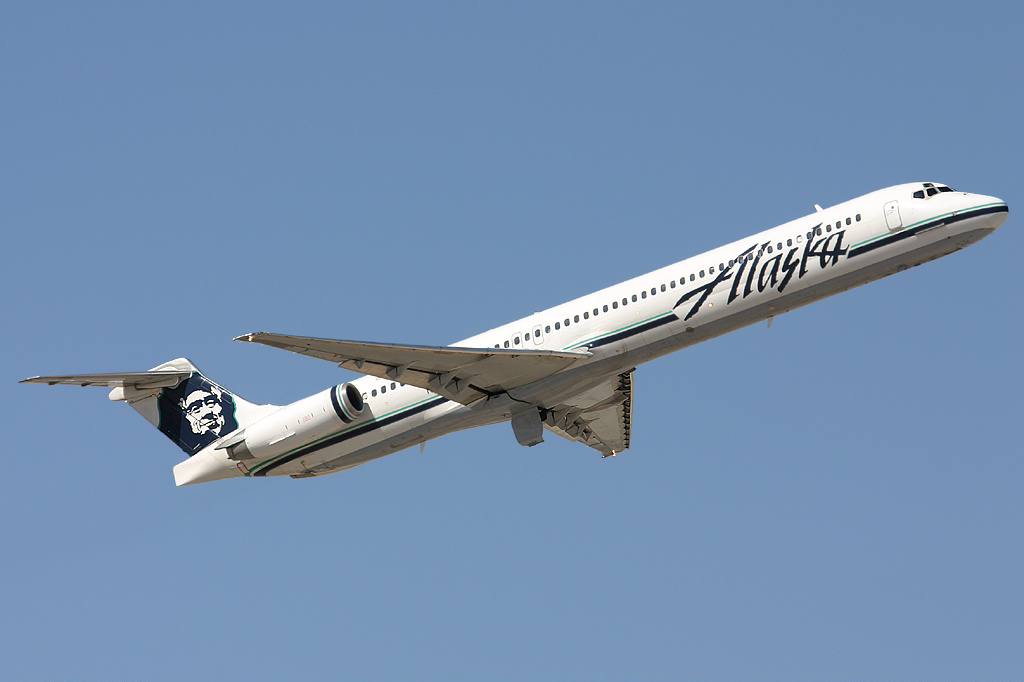
Un McDonnell Douglas MD-83.

Alaska Airlines operava in precedenza con i seguenti aeromobili:

## Incidenti
- Il 4 settembre 1971, il volo Alaska Airlines 1866, operato da un Boeing 727-100, si schiantò contro una montagna durante l'avvicinamento all'aeroporto di Juneau. Nell'incidente morirono 111 persone. Fu il primo incidente per la compagnia e rimane tutt'oggi il peggiore nella sua storia. Il National Transportation Safety Board (NTSB) stabilì che la causa più probabile dell'incidente è da attribuire ai piloti che, a causa di un errore mai identificato, pensarono di trovarsi più vicino all'aeroporto di quello che realmente fossero ed iniziarono la discesa prematuramente scendendo sotto l'altitudine minima di settore. I piloti inoltre non seguirono le procedure previste per identificare il VOR a cui erano agganciati in quel momento.[106]
- Il 5 aprile 1976, il volo Alaska Airlines 60, operato da un Boeing 727-100, nella neve e nella nebbia oltrepassò la pista e si schiantò in un fosso. Uno dei 43 passeggeri perse la vita. L'NTSB stabilì che la probabile causa era stata l'incapacità del pilota di valutare correttamente la distanza e la velocità.[107][108]
- Il 9 giugno 1987 due meccanici a bordo di un Boeing 727 in fase di rullaggio senza passeggeri a bordo colpirono un manicotto d'imbarco all'Aeroporto Internazionale di Anchorage. L'incendio che ne seguì distrusse l'aereo e danneggiò il gate del terminal. Undici persone riportarono ferite lievi.[107]
- Il 31 gennaio 2000, il volo Alaska Airlines 261, operato da un McDonnell Douglas MD-83, precipitò nell'oceano Pacifico a nord dell'isola californiana di Anacapa, subito dopo aver riportato problemi agli stabilizzatori. L'aereo andò completamente distrutto nell'impatto con l'acqua e non ci fu nessun sopravvissuto tra gli 88 a bordo. L'NTSB provvide ad effettuare un'indagine approfondita da cui emersero documenti relativi ad interventi dichiarati ma mai effettuati realmente oppure eseguiti in modo errato allo scopo di rendere gli aerei immediatamente autorizzabili a riprendere il servizio.[109]
- Il 5 gennaio 2024, il volo Alaska Airlines 1282, operato da un Boeing 737 MAX 9, pochi minuti dopo il decollo da Portland (Oregon) verso Ontario (California) con 177 persone a bordo (171 passeggeri e 6 membri dell’equipaggio) dovette effettuare un atterraggio di emergenza all'Aeroporto di Portland a causa della perdita in volo di uno dei portelloni. Come prima azione l'amministratore delegato della compagnia comunicò lo stesso giorno la decisione di interrompere immediatamente l'utilizzo di tutti i 65 aeromobili del medesimo modello in servizio per la compagnia in attesa di controlli specifici su ciascun velivolo.[110]